# Bataille des Dardanelles
Pour les articles homonymes, voir Bataille des Dardanelles (homonymie).
Ne doit pas être confondu avec Bataille de Gallipoli (1416).
Première Guerre mondiale
Batailles
Bataille des Dardanelles
- Opérations navales
- Cap Helles
- Krithia
- Baie ANZAC
- Baie de Suvla

- Afrique du Nord
- Caucase
- Perse
- Dardanelles
- Mésopotamie
- Sinaï et Palestine
- Arménie
- Ctésiphon (11-1915)
- Kut-el-Amara (12-1915)
- Romani (8-1916)
- Magdhaba (12-1916)
- Révolte arabe
- Rafa (1-1917)
- Bagdad (3-1917)
- 1re Gaza (3-1917)
- 2e Gaza (4-1917)
- Aqaba (7-1917)
- Beer-Sheva (10-1917)
- 3e Gaza (11-1917)
- Jérusalem (12-1917)
- Megiddo (9-1918)
- Damas (9-1918)
- Alep (10-1918)

Front d'Europe de l’Ouest
Front italien
Front d'Europe de l'Est
Front des Balkans
Front africain
Bataille de l'Atlantique
La bataille des Dardanelles, également appelée bataille de Gallipoli (ou campagne des Dardanelles, ou campagne de Gallipoli), est un affrontement de la Première Guerre mondiale qui oppose l'Empire ottoman aux troupes britanniques et françaises dans la péninsule de Gallipoli dans l'actuelle Turquie du 18 mars 1915 au 9 janvier 1916.
La péninsule de Gallipoli forme la partie nord du détroit des Dardanelles reliant la mer Égée à la mer de Marmara. Durant la Première Guerre mondiale, cette région est contrôlée par l'Empire ottoman alors en guerre contre les puissances alliées dont le Royaume-Uni, la France et la Russie. Pour pouvoir ravitailler cette dernière, le contrôle des « Détroits » est indispensable mais une tentative alliée pour traverser les Dardanelles échoue le 18 mars 1915 en raison des mines qui y ont été posées. Pour que les dragueurs de mines puissent opérer en sécurité, il est nécessaire de réduire au silence les batteries ottomanes sur les hauteurs du détroit. Un débarquement est donc organisé le 25 avril au cap Helles et dans la baie ANZAC à l'extrémité sud de la péninsule.
Le terrain difficile, l'impréparation alliée et la forte résistance ottomane provoquent rapidement l'enlisement du front et les tentatives des deux camps pour débloquer la situation se soldent par de sanglants revers. Le 6 août, les Alliés débarquent dans la baie de Suvla (en) au nord mais ils ne parviennent pas non plus à atteindre les hauteurs dominant le détroit au milieu de la péninsule et ce secteur se couvre également de tranchées. L'impasse de la situation et l'entrée en guerre de la Bulgarie aux côtés des Empires centraux en septembre 1915 poussent les Alliés à évacuer leurs positions en décembre 1915 et en janvier 1916 et les unités sont redéployées en Égypte ou sur le front de Salonique en Grèce.
La bataille est un sérieux revers pour les Alliés et l'un des rares succès ottomans durant le conflit. En Turquie, l'affrontement est resté célèbre car il marque le début de l'ascension de Mustafa Kemal qui devient par la suite un des principaux acteurs de la guerre d'indépendance et le premier président du pays. La campagne est également un élément fondateur de l'identité nationale turque. Commémorée sous le nom de journée de l'ANZAC, la date du débarquement du 25 avril est la plus importante célébration militaire en Australie et en Nouvelle-Zélande, où elle surpasse le jour du Souvenir du 11 novembre.

## Contexte

### Entrée en guerre de l'Empire ottoman
Au début du XXe siècle, l'Empire ottoman est surnommé l'« homme malade de l'Europe » en raison de son instabilité politique, des revers militaires et des tensions sociales liées à un siècle de déclin. En 1908, un groupe d'officiers appelés les Jeunes-Turcs prend le pouvoir lors d'un coup d'État ; le sultan Abdülhamid II est renversé et son frère Mehmed V lui succède même s'il n'a plus aucun pouvoir,. Le nouveau régime lance de nombreuses réformes afin de moderniser l'économie et l'administration de l'Empire. L'Allemagne est déjà un soutien de l'Empire et elle finance plusieurs projets de modernisation comme le chemin de fer Berlin-Bagdad. Son influence s'accroit aux dépens de la présence britannique traditionnelle et des officiers allemands participent à la réorganisation de l'armée. Malgré ces investissements, les ressources de l'Empire sont épuisées par les guerres balkaniques en 1912 et 1913. La faction pro-allemande menée par Enver Pacha, l'ancien attaché militaire ottoman à Berlin, s'oppose à l'influence britannique au sein du gouvernement et renforce les liens de l'Empire avec l'Allemagne,,. Ce rapprochement se traduit en décembre 1913 par l'arrivée à Constantinople d'une mission militaire allemande menée par le général Otto Liman von Sanders. Dans le même temps, la position géographique de l'Empire signifie que sa neutralité revêt une importance considérable pour la Russie et ses alliés français et britanniques dans le cas d'une guerre en Europe.
Durant la crise de juillet, en 1914, les diplomates allemands proposent aux Ottomans de former une alliance contre la Russie en échange de gains territoriaux dans le Caucase et dans le nord-ouest de la Perse. La faction pro-britannique est alors isolée du fait de l'absence de l'ambassadeur britannique. Le 30 juillet, deux jours après le début de la Première Guerre mondiale, les dirigeants ottomans approuvent une alliance secrète avec l'Allemagne contre la Russie mais l'accord ne les contraint pas à entreprendre des actions militaires,. Le 2 août, le gouvernement britannique réquisitionne deux cuirassés, le Sultan Osman I et le Reşadiye, construits par les chantiers navals britanniques pour le compte de l'Empire ottoman ; cela affaiblit les partisans du Royaume-Uni à Constantinople malgré les propositions d'indemnisation si l'Empire reste neutre. À la suite de cet incident diplomatique, le gouvernement allemand offre deux croiseurs en remplacement, le SMS Goeben et le SMS Breslau, pour accroître son influence. Les Alliés tentent d'intercepter les navires mais ces derniers s'échappent quand le gouvernement ottoman les autorise à traverser les Dardanelles jusqu'à Constantinople. L'Empire est cependant neutre et la convention de Londres signée en 1841 interdit tout passage de navires de guerre dans les Dardanelles ; en autorisant l'entrée des navires allemands, ces derniers confirment leurs liens avec l'Allemagne.
En septembre, la mission navale britannique à Constantinople créée en 1912 par l'amiral Arthur Limpus (en) est rappelée du fait de l'entrée en guerre, apparemment imminente, de l'Empire ottoman ; le commandement de la marine ottomane est transmis au contre-amiral Wilhelm Souchon de la marine allemande,. Sans en référer au gouvernement ottoman, le commandant allemand des fortifications des Dardanelles ordonne la fermeture du détroit le 27 septembre. La présence navale allemande et les succès militaires de l'Allemagne sur les différents fronts du conflit poussent le gouvernement ottoman à déclarer la guerre à la Russie. Le 27 octobre, les deux croiseurs de la marine ottomane Yavuz Sultan Selim et Midilli (antérieurement le Breslau et le Goeben) entrent en mer Noire, bombardent le port russe d'Odessa et coulent plusieurs navires. Les Ottomans refusent d'expulser les missions allemandes comme le demandent les Alliés et ils entrent officiellement en guerre aux côtés des Empires centraux le 31 octobre, ; la Russie déclare la guerre à l'Empire le 2 novembre. Le lendemain, l'ambassadeur britannique quitte Constantinople et une escadre britannique bombarde les forts de Kumkale et de Seddulbahir à l'entrée méditerranéenne du détroit. Le Royaume-Uni et la France déclarent à leur tour la guerre à l'Empire le 5 novembre et les Ottomans passent à l'offensive dans le Caucase à la fin du mois. Les combats éclatent également en Mésopotamie lorsque les Britanniques débarquent dans le golfe Persique pour prendre le contrôle des installations pétrolières de la région. Les Ottomans planifient une offensive contre l'Égypte britannique au début de l'année 1915 pour occuper le canal de Suez et couper les liens entre le Royaume-Uni et ses colonies indiennes. L'historien Hew Strachan estime que rétrospectivement l'entrée en guerre ottomane ne fait aucun doute après l'arrivée du Goeben et du Breslau et que les retards sont plus liés à l'impréparation ottomane qu'à des hésitations sur la politique à tenir.

### Stratégie alliée

Carte des détroits avec les Dardanelles en jaune et le Bosphore en rouge.

Après les succès allemands au début du conflit, le front de l'Ouest s'est enlisé à la suite des contre-attaques alliées sur la Marne et à Ypres. L'impossibilité de la guerre de mouvement pousse les deux camps à créer des tranchées qui s'étendent rapidement de la mer du Nord jusqu'à la frontière suisse. La situation est similaire à l'est et le front s'est figé sur une ligne allant de la mer Baltique à la mer Noire. Pour les Alliés, la neutralité de l'Empire ottoman et l'ouverture des Dardanelles revêtent une importance capitale car le détroit est le seul lien entre la Russie d'un côté et la France et le Royaume-Uni de l'autre. En effet, les routes terrestres sont contrôlées par l'Allemagne et l'Autriche-Hongrie, la mer Blanche au nord et la mer d'Okhotsk en Extrême-Orient sont bloquées par les glaces l'hiver et éloignées des théâtres d'opérations tandis que l'accès à la mer Baltique est bloqué par la marine allemande. Tant que l'Empire reste neutre, la Russie peut être ravitaillée par la mer Noire mais le détroit est fermé et miné par les Ottomans en novembre,.
En novembre, le Royaume-Uni propose de payer l'Empire ottoman pour qu'il reste neutre cependant le ministre français de la Justice, Aristide Briand suggère de lancer une attaque préventive ; les deux propositions sont rejetées. Plus tard dans le mois, le premier lord de l'Amirauté, Winston Churchill présente un projet d'attaque navale contre les Dardanelles fondé sur des rapports erronés sur les défenses ottomanes. Churchill veut redéployer en Méditerranée les cuirassés obsolètes ne pouvant opérer contre la Hochseeflotte allemande afin d'organiser une opération navale suivie d'un débarquement limité. L'opération a également pour objectif de pousser la Bulgarie et la Grèce, deux anciennes possessions ottomanes, à rejoindre le camp des Alliés. Le 2 janvier 1915, le grand-duc Nicolas de Russie demande l'aide britannique alors que les Ottomans lancent une grande offensive dans le Caucase. Les préparations de l'opération navale commencent immédiatement pour soulager les Russes en obligeant les Ottomans à redéployer leurs forces dans les Dardanelles.

Les routes de mer et de terre qui conduisent à Istanbul.
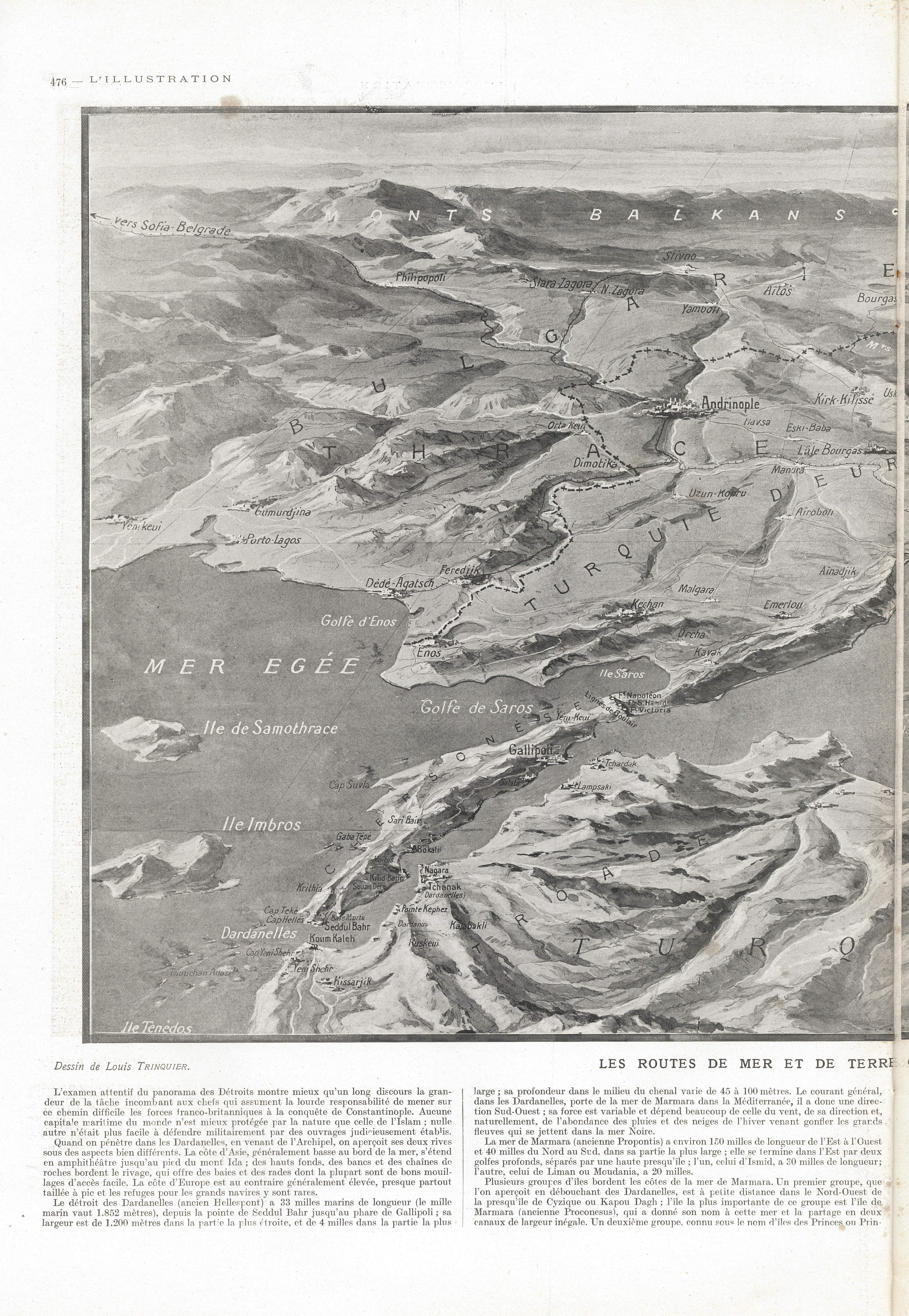
Les Dardanelles et la Thrace (à gauche), le Bosphore.
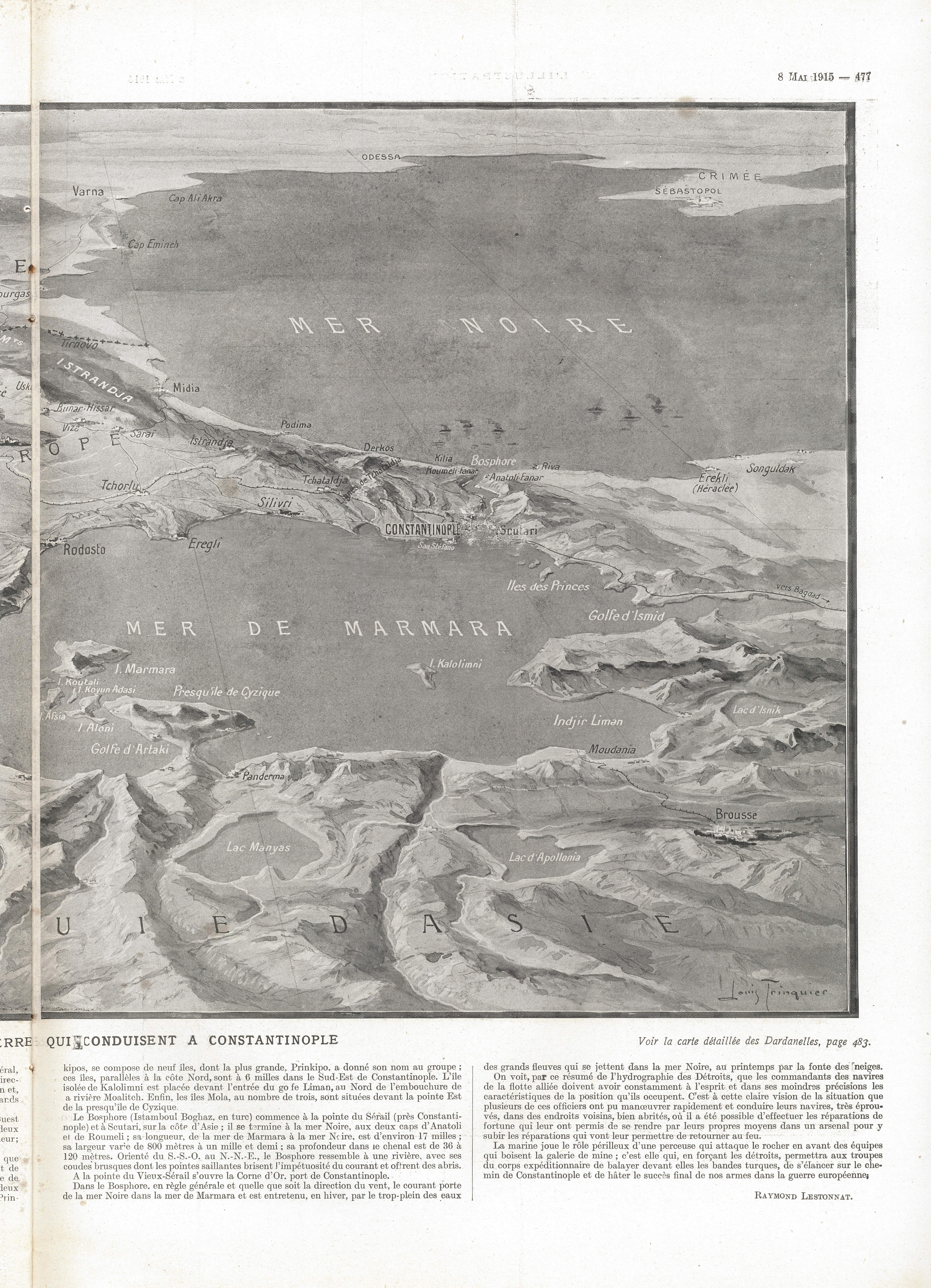
et Istanbul, L'Illustration, 8 mai 1915.

## Opérations navales

### Tentative de passage en force

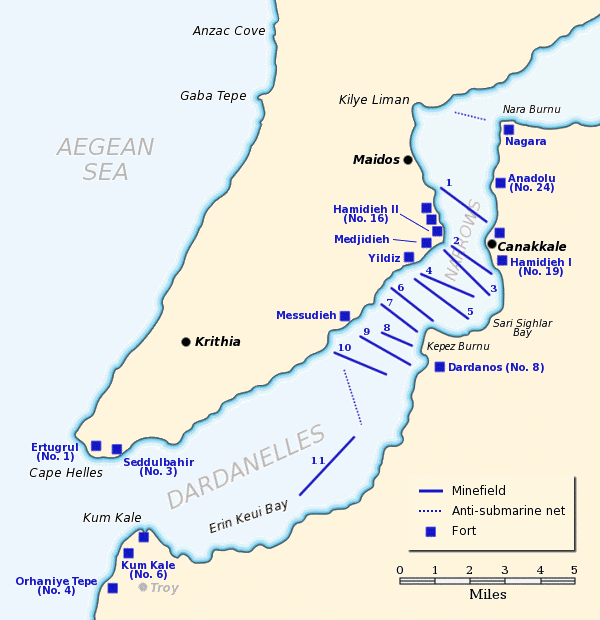
Carte des champs de mines et des fortifications ottomanes dans les Dardanelles.

Le 17 février 1915, un hydravion britannique du HMS Ark Royal réalise un vol de reconnaissance au-dessus du détroit. Deux jours plus tard, une importante escadre anglo-française menée par le cuirassé HMS Queen Elizabeth commence à pilonner les positions ottomanes sur la côte. Les Britanniques ont prévu d'utiliser les huit appareils du HMS Ark Royal pour orienter les tirs mais les mauvaises conditions climatiques ne permettent l'emploi que d'un seul Short Type 136 (en). Le 25 février, les premières fortifications à l'entrée des Dardanelles ont été écrasées tandis que le passage a été déminé. Une unité de Royal Marines est alors débarquée pour détruire les canons de Kumkale sur la côte asiatique et à Sedd el Bahr à l'extrémité de la péninsule de Gallipoli tandis que le bombardement naval se tourne vers les batteries entre Kumkale et Kephez.

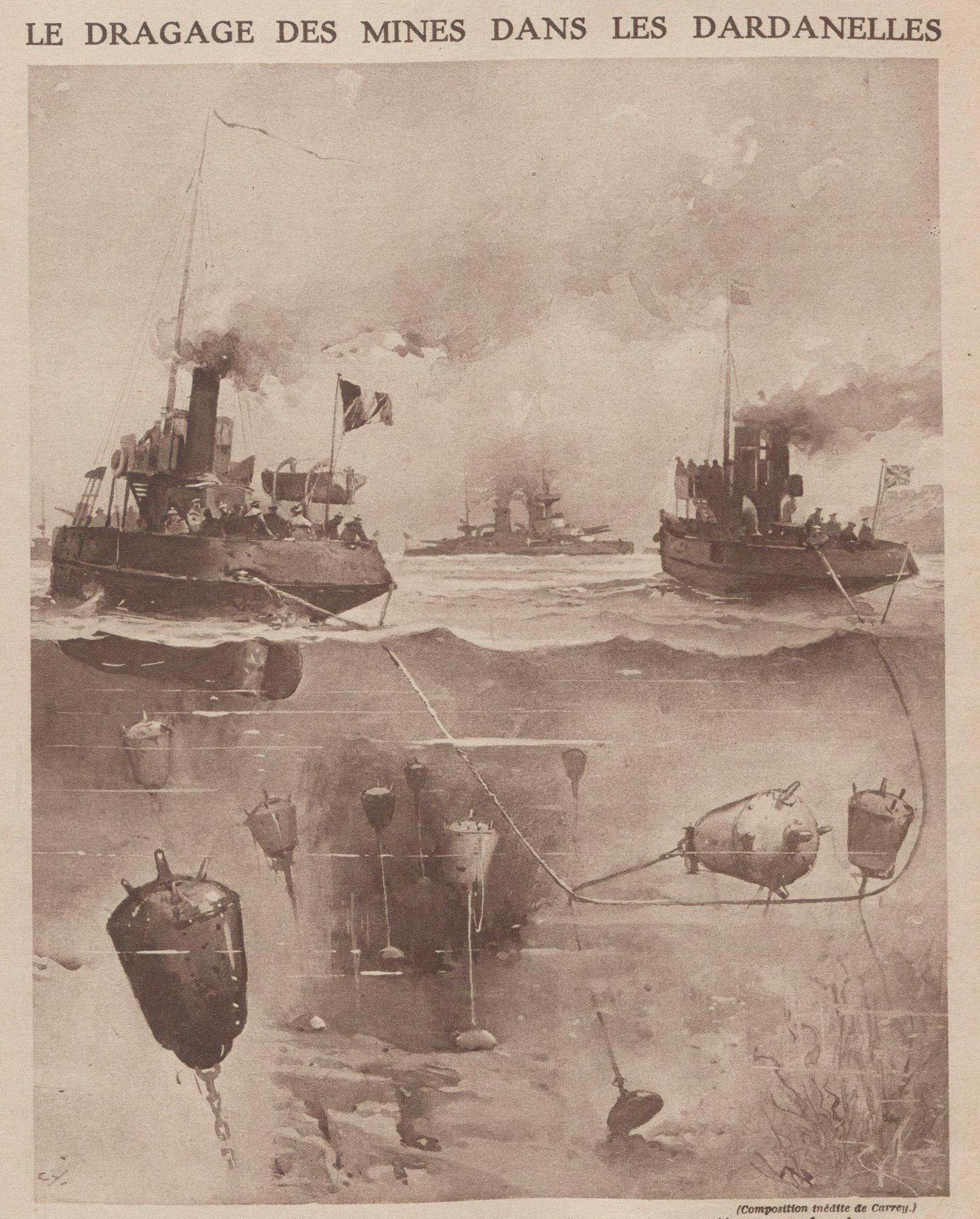
Dragage des mines dans les Dardanelles en 1915 par les troupes franco-britanniques.

Frustré par la mobilité des batteries ottomanes qui échappent aux bombardements alliés et menacent les dragueurs de mines, Churchill pousse le commandant de la flotte, l'amiral Sackville Carden, à accroître la pression. Ce dernier prépare une nouvelle tactique et envoie le 4 mars un télégramme à Churchill indiquant qu'il pourrait atteindre Constantinople en moins de 14 jours en lançant un assaut avec l'ensemble de ses forces. Cette confiance est renforcée par l'interception de messages allemands révélant que les forts ottomans sont presque à court de munitions. Il est donc décidé d'organiser une attaque générale vers le 17 mars mais Carden, malade, est remplacé par l'amiral John de Robeck.

Le 18 mars 1915, la flotte composée de 18 cuirassés et de nombreux croiseurs et destroyers tente de forcer le passage le plus étroit des Dardanelles large de seulement 1 500 mètres. Malgré la menace des canons ottomans, les dragueurs de mines reçoivent l'ordre de participer à l'assaut. À 14 h, un compte-rendu du quartier-général ottoman rapporte que « toutes les lignes téléphoniques ont été coupées, toutes les communications avec les forts sont interrompues, certains canons ont été touchés… en conséquence, les tirs d'artillerie des défenses ont été sévèrement réduits ». 

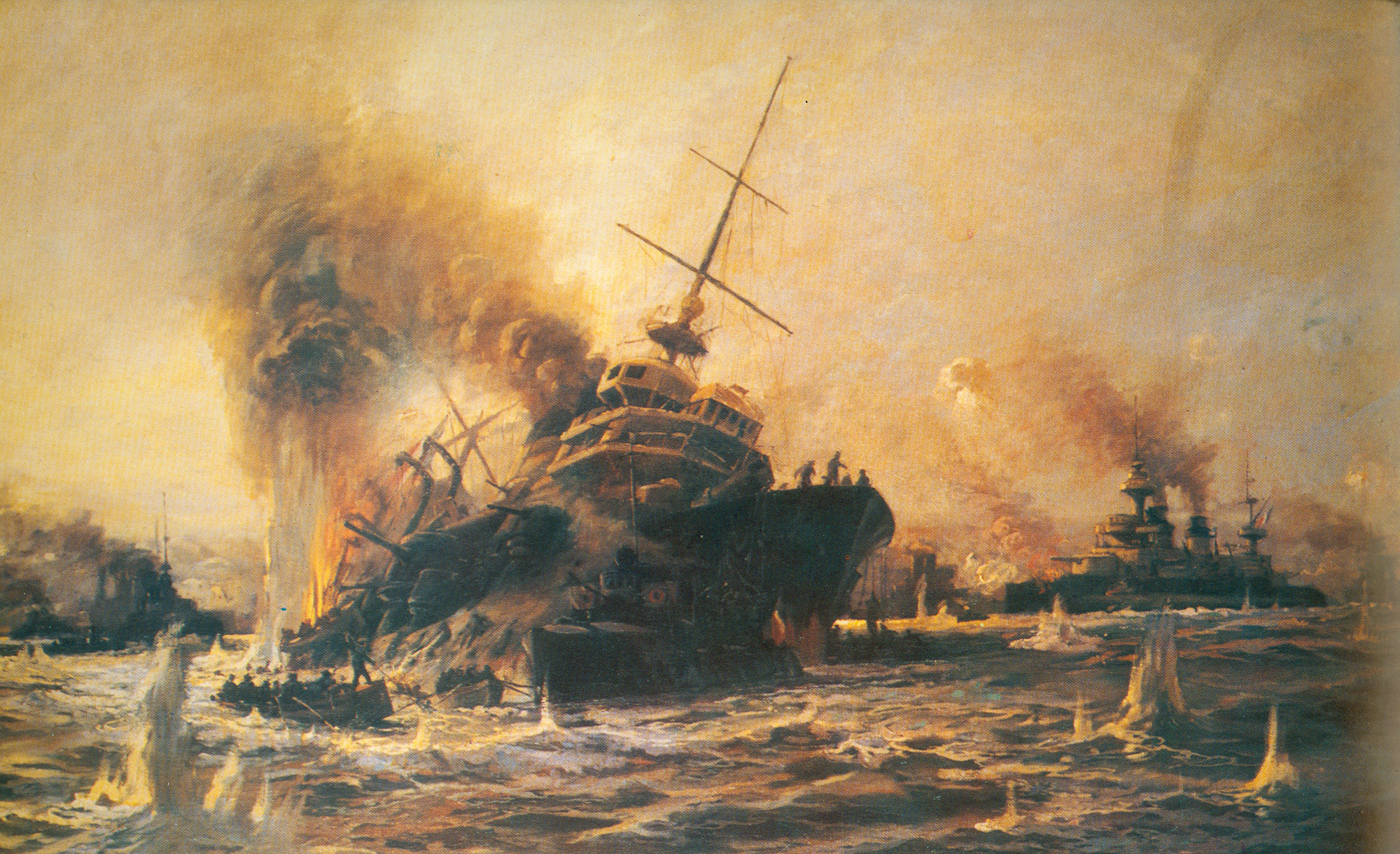
Naufrage du cuirassé Bouvet le 18 mars 1915.

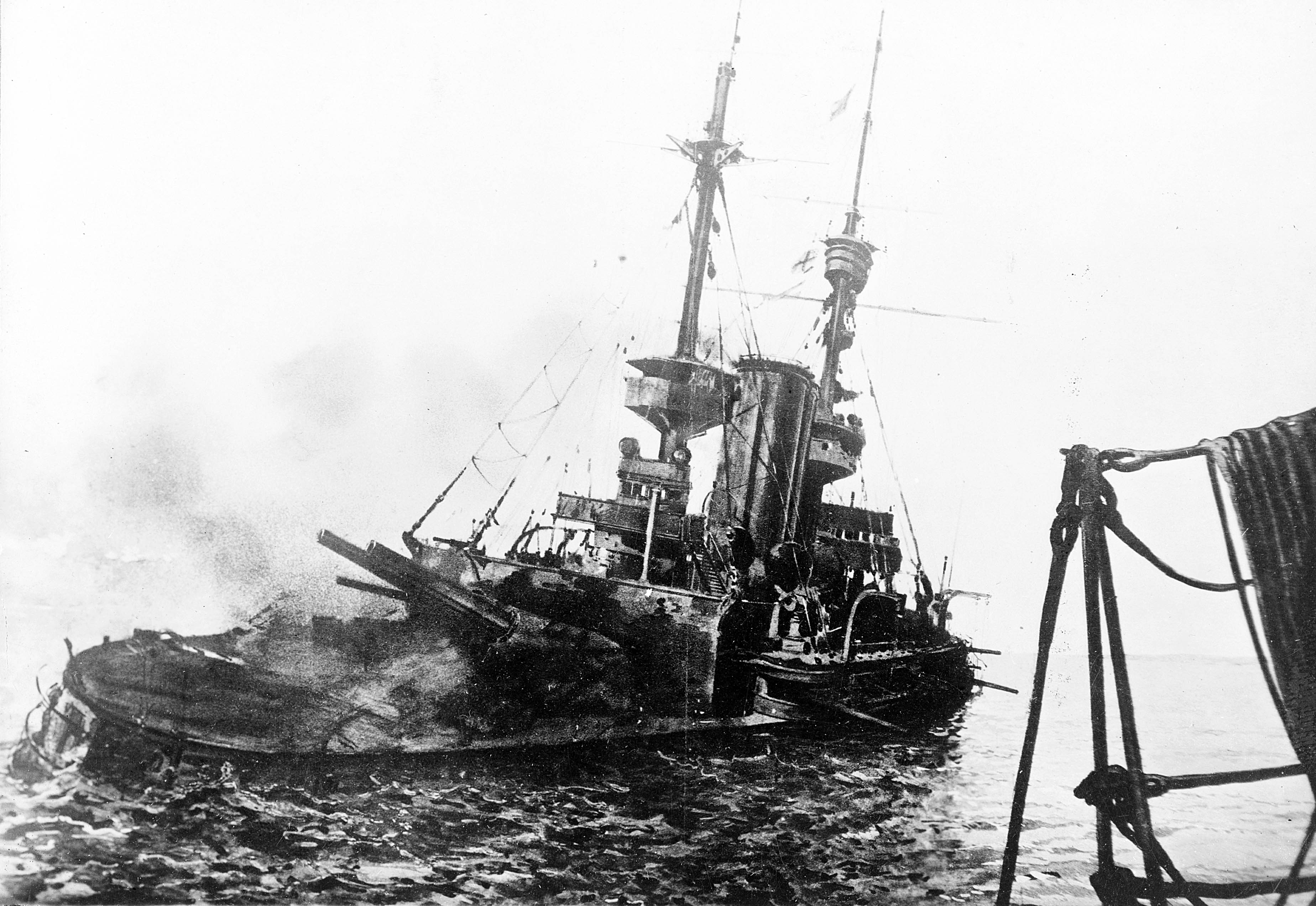
Naufrage du.

Les reconnaissances alliées n'ont cependant pas identifié tous les champs de mines ottomans et à 15 h 15, le cuirassé français Bouvet coule en deux minutes avec plus de 600 marins après avoir touché une mine. Les HMS Irresistible et HMS Inflexible heurtent également des mines tandis que le HMS Ocean, envoyé pour secourir le premier connait la même mésaventure et les deux navires coulent ensemble. Les cuirassés français Suffren et Gaulois sont aussi endommagés après avoir traversé une ligne de mines discrètement posée dix jours plus tôt par le mouilleur de mines Nusret. Le feu ottoman, bien que réduit, reste menaçant et les dragueurs de mines, pour la plupart de simples chalutiers manœuvrés par des équipages civils, battent en retraite en laissant intacts les champs de mines.
Ces lourdes pertes contraignent de Robeck à ordonner une retraite pour sauver ce qui reste de la flotte. Certains officiers comme le commodore Roger Keyes du HMS Queen Elizabeth estiment que la victoire est toute proche car les batteries ottomanes n'ont presque plus de munitions mais de Robeck, John Fisher et d'autres commandants estiment à l'inverse que les tentatives navales pour prendre le contrôle des détroits nécessiteraient des pertes inacceptables,,. Le repli allié renforce le moral des Ottomans et le jour est par la suite célébré en Turquie comme une grande victoire. Comme la capture des Dardanelles par la mer est impossible, les préparatifs pour une opération terrestre commencent afin de prendre le contrôle des côtes, de neutraliser les batteries ottomanes et permettre aux dragueurs de mines de nettoyer le détroit en sécurité.

### Préparatifs alliés

Débarquement de troupes françaises sur l'île de Lemnos en 1915.

Le secrétaire d'État à la Guerre britannique, Horatio Herbert Kitchener, place le général Ian Hamilton à la tête de la force expéditionnaire méditerranéenne (en) de 78 000 hommes chargée de mener cette opération. À ce moment, des troupes australiennes et néo-zélandaises sont stationnées en Égypte où elles s'entraînent en prévision de leur déploiement en France. Ces forces sont regroupées au sein du corps d'armée australien et néo-zélandais (ANZAC) composée des unités de volontaires de la 1re division australienne et de la division d'Australie et de Nouvelle-Zélande. Cette unité commandée par le lieutenant-général William Birdwood est déployée aux côtés de la 29e division britannique, de la Royal Naval Division (en) et de l'armée française d'Orient composée de troupes coloniales et métropolitaines,,. Les unités britanniques et françaises rejoignent les troupes de l'ANZAC en Égypte avant d'être redéployées au cours du mois d'avril sur l'île grecque de Lemnos plus proche des Dardanelles. Ce regroupement des troupes alliées repousse l'organisation des débarquements à la fin du mois d'avril et ce délai permet aux Ottomans de renforcer leurs positions.
Les stratèges alliés n'envisagent pas que les débarquements puissent se faire sous le feu des Ottomans et aucun entraînement en ce sens n'est entrepris. La combativité des défenseurs est également sous-estimée par les Alliés et cette nonchalance initiale est illustrée par un dépliant distribué aux troupes australiennes et britanniques en Égypte qui indique : « De manière générale, les soldats turcs manifestent leur volonté de se rendre en tenant leur fusil à l'envers et en agitant des vêtements ou des haillons de toutes les couleurs. Un véritable drapeau blanc doit être considéré avec la plus profonde suspicion car il est improbable que les soldats turcs possèdent quoi que ce soit de cette couleur ». L'historien Edward J. Erickson estime que cette indolence est liée à un « sentiment de supériorité » résultant du déclin de l'Empire ottoman et des mauvaises performances de ses forces lors des guerres balkaniques. En conséquence, les troupes alliées sont mal préparées pour cette campagne et dans certains cas, leurs informations sur les Dardanelles sont issues de guides touristiques achetés en Égypte.

### Préparatifs ottomans

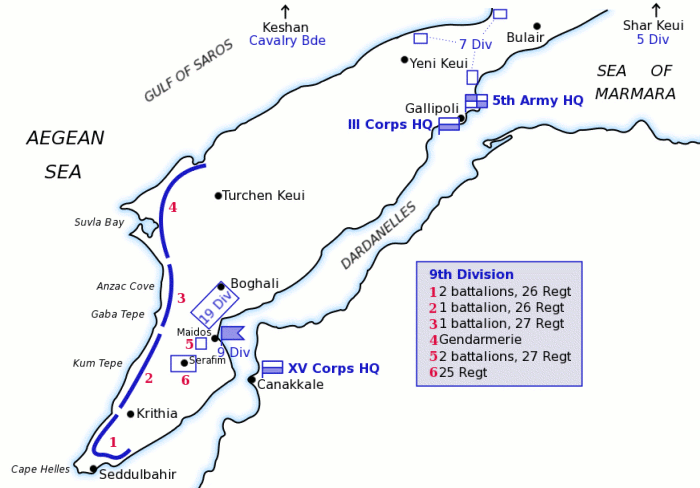
Disposition de la 5e armée ottomane dans les Dardanelles.

De leur côté, les Ottomans déploient la 5e armée (en) dans la zone pour repousser un débarquement sur les deux rives des Dardanelles. Cette force, initialement composée de cinq divisions, est une unité de conscrits commandée par le général allemand Otto Liman von Sanders, assisté de nombreux officiers allemands. Les commandants allemands et ottomans débattent de la meilleure tactique défensive et tous s'accordent sur le fait qu'il est nécessaire de garder le contrôle des hauteurs surplombant le détroit. L'emplacement des futurs débarquements alliés et donc la disposition des défenses ottomanes font néanmoins débat. Mustafa Kemal, alors lieutenant-colonel de 34 ans, fin connaisseur de la péninsule de Gallipoli où il a combattu les Bulgares durant les guerres balkaniques, considère que le cap Helles formant l'extrémité sud de la péninsule et Gaba Tepe sur la côte ouest de la péninsule sont les emplacements les plus probables pour un débarquement. Dans le cas du premier, les navires alliés peuvent en effet offrir un soutien d'artillerie sur trois côtés tandis que l'étroitesse de la péninsule au niveau de Gaba Tepe permettrait facilement aux Alliés d'isoler les forces ottomanes au sud et de disposer d'une bonne position pour de futures opérations
Liman von Sanders, considérant la baie de Besika sur la côte asiatique au sud du détroit comme le terrain le plus favorable à un débarquement et le plus propice aux attaques contre les principales batteries ottomanes protégeant le détroit, déploie deux divisions dans la baie. Deux autres sont regroupées à Bolayır (en) au nord de la péninsule pour protéger les lignes de communication et de ravitaillement. La 19e division de Mustafa Kemal et la 9e division sont disposées le long de la côte égéenne et au cap Helles tandis que le gros des défenseurs commandé par Liman von Sanders resterait à l'intérieur des terres. Après l'arrivée de la 3e division et d'une brigade de cavalerie au début du mois d'avril, les forces ottomanes dans les Dardanelles comptent environ 60 000 hommes. Von Sanders met l'accent sur l'amélioration des réseaux terrestres et maritimes pour pouvoir déplacer rapidement ses forces sur les fronts en difficulté mais cette stratégie est critiquée par les commandants ottomans qui estiment que leurs unités sont trop dispersées et ne pourront pas contenir les Alliés avant l'arrivée des renforts. Le commandant allemand, néanmoins convaincu de l'inefficacité d'une défense rigide, érige la mobilité de ses forces en clé du succès. Ainsi, la 19e division de Kemal, disposée près de Boghali, doit pouvoir se porter au secours de Bolayır, de Gaba Tepe, du cap Helles ou de la côte asiatique.

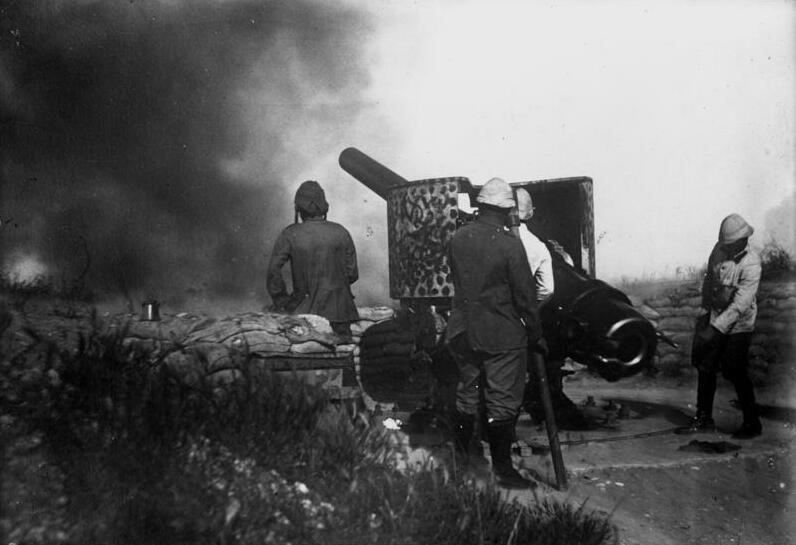
Canon de 150 mm de fabrication allemande en action dans les Dardanelles en 1915.

La durée des préparatifs britanniques permet aux défenseurs ottomans de renforcer leurs défenses. Von Sanders note par la suite : « Les Britanniques nous ont offert quatre bonnes semaines de répit pour tous nos travaux avant le grand débarquement… Ce répit suffit à peine pour mettre en place les mesures les plus indispensables ». Des routes sont construites, les plages sont piégées avec des mines improvisées tandis que des tranchées sont creusées sur les hauteurs. Des petites embarcations sont rassemblées pour permettre le transfert rapide d'hommes et d'équipements des deux côtés du détroit et les troupes réalisaient de nombreuses patrouilles pour éviter toute léthargie. Les Ottomans créent une petite force aérienne avec l'aide allemande ; quatre appareils opèrent des missions de reconnaissance autour de Çanakkale en février et un aérodrome est construit près de Gallipoli au début du mois d'avril.

## Campagne terrestre
Pour les Français et leur Corps Expéditionnaire d'Orient (CEO), les opérations sur le front de Gallipoli se décomposent ainsi :
| Opérations                                                   | Batailles                                                                        | Combats |
| ------------------------------------------------------------ | -------------------------------------------------------------------------------- | --- |
| Opérations des Dardanelles (25 avril 1915 - 11 janvier 1916) | Bataille de Sedd-Ul-Bahr Français et Anglais (25 avril 1915 - 4 mai 1915)        | Combat de Koum-Kaleh (25-26 avril 1915) Combat d’Eski Hissarlick (zone française) Combat de Kanli Déré (zone anglaise) (27-28 avril 1915)                                                                            |
|                                                              | Bataille de Krithia - Kérévés Déré Français et Anglais (5 mai - 13 juillet 1915) | 1er combat du Kérévés Déré (6-7-8 mai 1915) 2e combat de Kérévés Déré (4 juin 1915) 3e combat du Kérévés Déré (21 juin 1915) 4e combat du Kérévés Déré (30 juin 1915) 5e combat du Kérévés Déré (12-13 juillet 1915) |
|                                                              | Bataille de Suvia Français et Anglais (6 - 8 août 1915)                          | 6e combat du Kérévés Déré (1) (7 août 1915) |

(1) Le 6e combat du Kérévés Déré se rattache à la bataille de Suvia, parce que l’attaque du C.E.O. est destinée à retenir devant le front français le plus de troupes ennemies possible pour faciliter le débarquement et l’attaque des troupes anglaises dans la région de Suvia.

### Débarquements

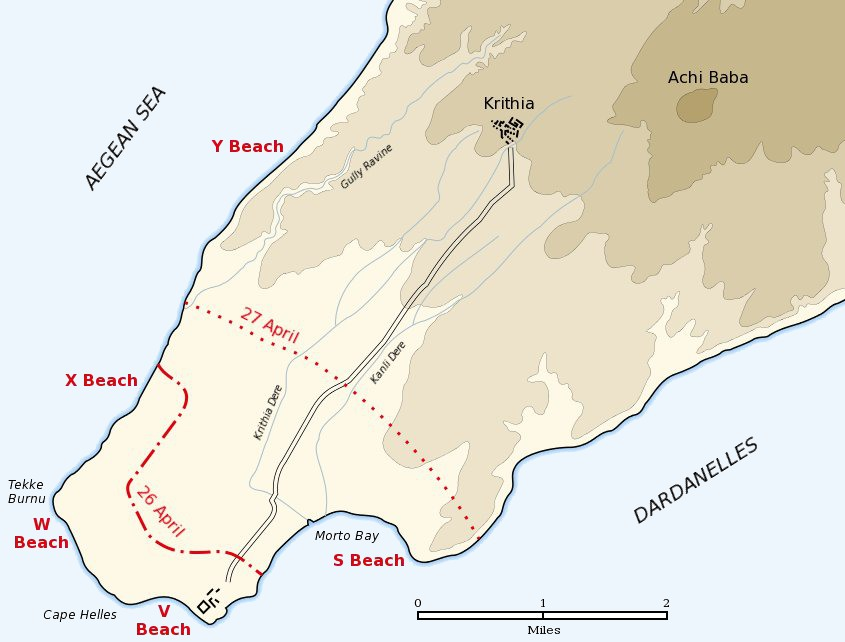
Cartes montrant les plages du débarquement au cap Helles.

Les Alliés envisagent de débarquer dans la péninsule pour prendre le contrôle des fortifications et des batteries d'artillerie ottomanes pour que les navires puissent traverser les Dardanelles et rejoindre la mer de Marmara et Constantinople. Prévus pour le 23 avril et repoussés de deux jours en raison du mauvais temps, les débarquements doivent être réalisés sur six plages dans la péninsule. La 29e division doit prendre le contrôle du cap Helles et avancer vers les hauteurs d'Achi Baba. Les unités ANZAC, la 3e brigade d'infanterie en première ligne, doivent débarquer au nord de Gaba Tepe sur la côte égéenne dans ce qui est surnommé la « baie ANZAC », d'où elles pourront traverser la péninsule et isoler les forces ottomanes au sud,. Les Français réalisent une attaque de diversion à Kum Kale sur la côte asiatique avant de rembarquer pour soutenir l'attaque contre le cap Helles. D'autres opérations de diversion sont menées par la Royal Naval Division dont celle réalisée en solitaire par le futur général néo-zélandais Bernard Freyberg qui rejoint à la nage la côte du golfe de Saros au nord de la péninsule pour y allumer des fumigènes sous le feu des Ottomans ; un acte de bravoure qui lui vaut de recevoir l'ordre du Service distingué.
Le débarquement au cap Helles est réalisé par la 29e division britannique du major-général Aylmer Hunter-Weston sur cinq plages nommées d'est en ouest, « S », « V », « W », « X » et « Y ». Sur cette dernière, les Alliés ne rencontrent presque pas de résistance et des reconnaissances sont menées dans l'intérieur des terres sans plus d'opposition. Les ordres sont néanmoins de sécuriser cette tête de pont et aucune action n'est entreprise pour prendre le contrôle du village de Krithia alors virtuellement sans défense. Lorsque les Alliés reprennent leur offensive (en) le 28 avril, les Ottomans y ont redéployé un bataillon du 25e régiment et parviennent à repousser toutes les attaques. Les débarquements les plus difficiles ont lieu à la plage « V » située en contrebas de l'ancienne forteresse de Sedd el Bahr et sur la plage « W » à la pointe occidentale de la péninsule. Sur cette première, l'attaque est menée par les fusiliers royaux de Munster (en) et le régiment royal de Hampshire à bord d'un charbonnier transformé, le SS River Clyde (en), qui est volontairement échoué sous la forteresse pour que les troupes puissent débarquer via des rampes sur les flancs du navire. Les autres unités dont les fusiliers royaux de Dublin et les fusiliers du Lancashire approchent des plages à bord de chaloupes ouvertes et sans protection. Sur les deux plages, les Ottomans occupent de solides positions défensives et infligent de lourdes pertes aux assaillants. Les soldats émergeant un par un des flancs du River Clyde sont décimés par les mitrailleuses situées dans la forteresse et sur les 200 hommes à débarquer, seuls 21 atteignent la plage.

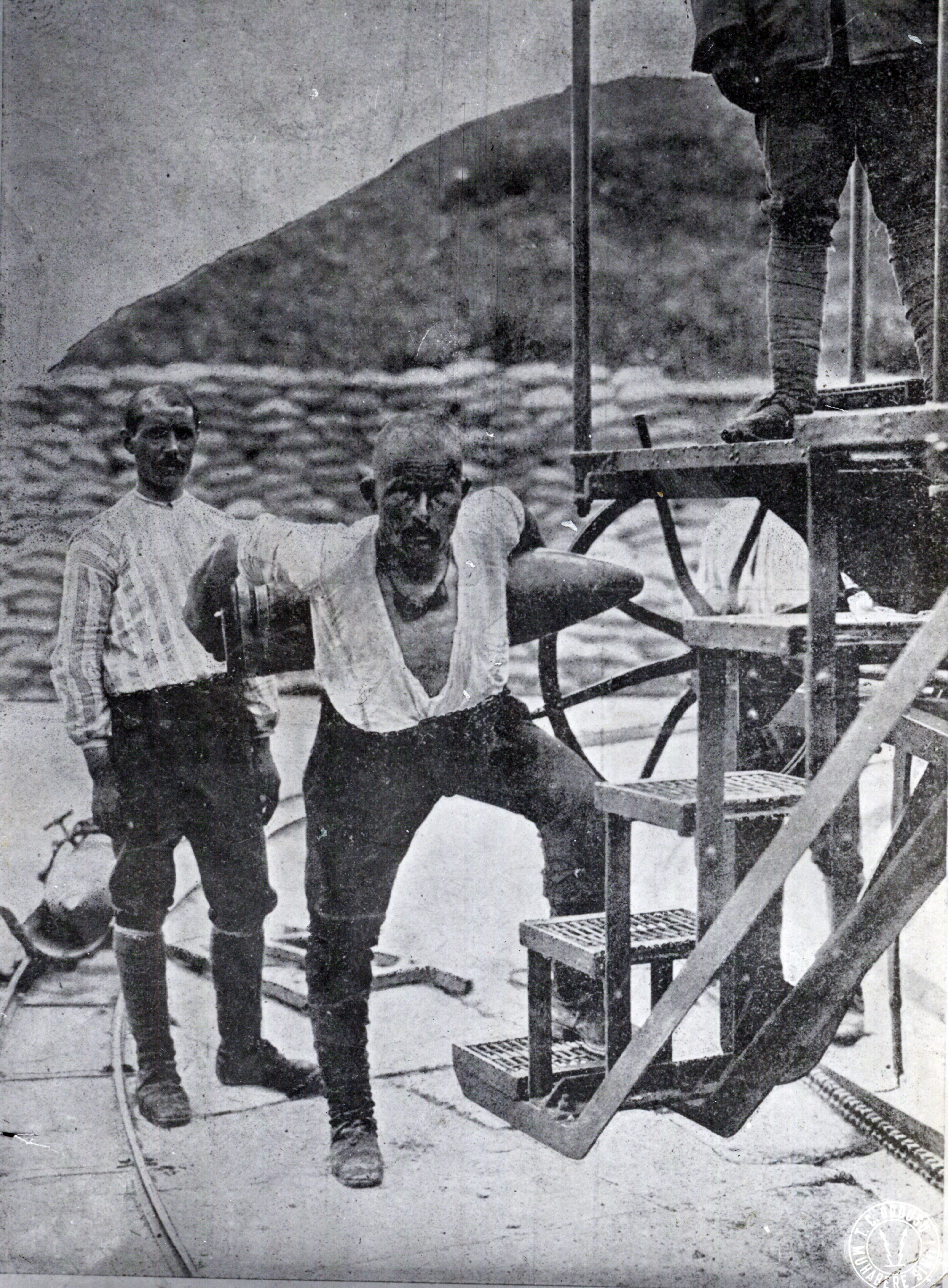
Photographie prise durant le conflit, soldat turc portant un obus de plus de 200 kg.

Les Ottomans sont néanmoins trop peu nombreux pour pouvoir repousser les assaillants mais ils infligent de lourdes pertes et limitent la progression alliée à la côte. Le matin du 25 avril 1915, les défenseurs sont à court de munitions et n'ont plus que leurs baïonnettes pour affronter les Alliés. Sur les hauteurs de Chunuk Bair, le 57e régiment d'infanterie reçoit l'ordre de Kemal : « Je ne vous ordonne pas de combattre, je vous ordonne de mourir. Le temps que vous mourriez, d'autres troupes et commandants pourront arriver et prendre vos places ». Tous les hommes de l'unité sont tués ou blessés et en signe de respect, l'armée turque ne compte plus aucun 57e régiment.
Les Britanniques parviennent à prendre le contrôle des plages « V » et « W » au prix de pertes s'élevant à plus de 60 % des effectifs engagés. Quinze croix de Victoria sont décernées dans les deux premiers jours de cette bataille. Un seul officier dublinois survit à l'attaque et finalement, seulement onze soldats de cette unité sortent sans blessures de la campagne de Gallipoli sur un effectif de 1 012 hommes. Après les débarquements, les Alliés font peu pour profiter de leur avantage et en dehors de quelques opérations de reconnaissance, le gros des troupes reste à proximité des plages. L'offensive alliée perd donc de son élan et les Ottomans peuvent se regrouper et se renforcer.

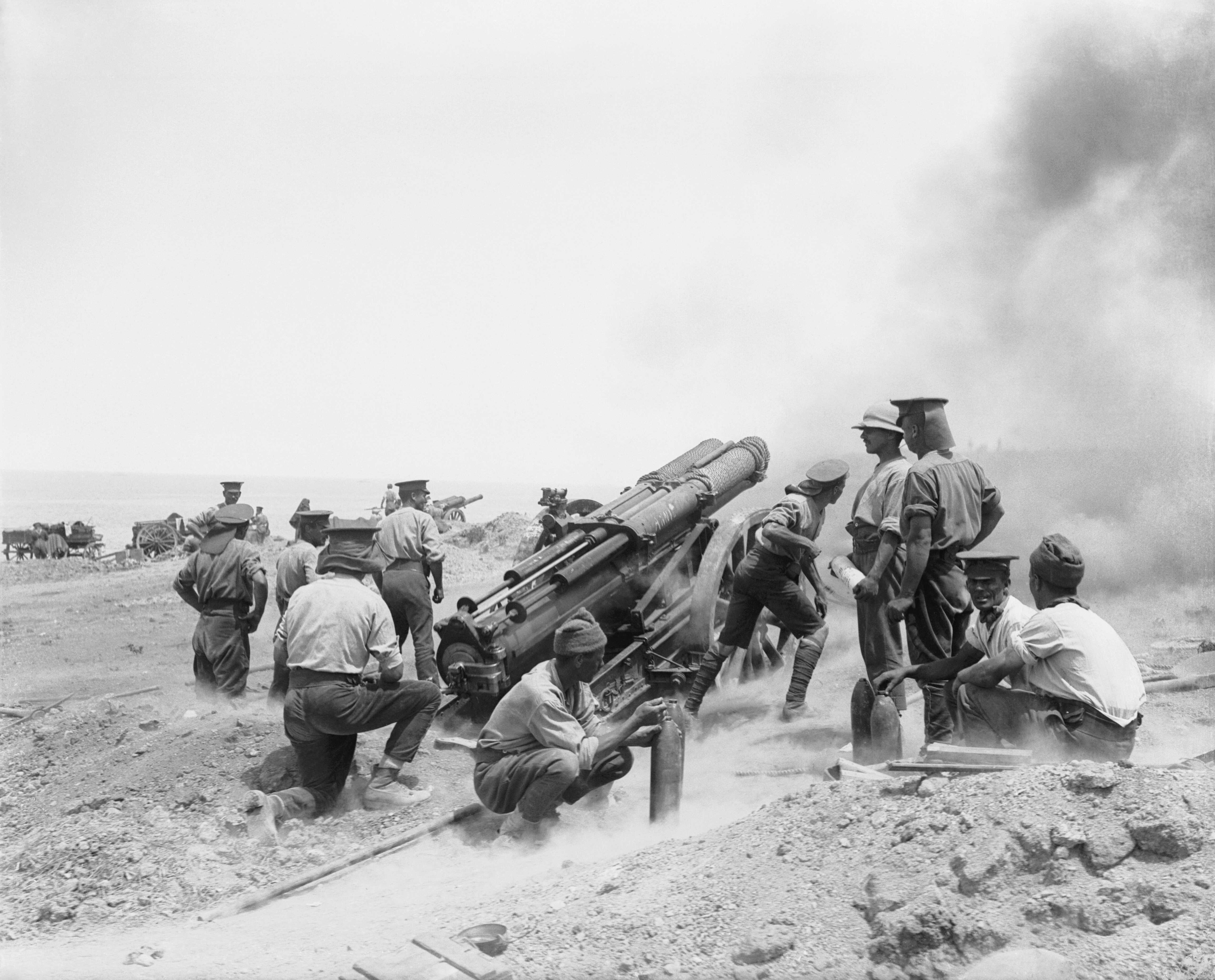
Canon britannique de 127 mm tirant sur des positions ottomanes depuis le cap Helles en juin 1915.

Herbert Kitchener ordonne que tous les besoins aériens soient assurés par le Royal Naval Air Service (RNAS) et les Alliés déploient des hydravions et d'autres appareils sur l'île grecque de Ténédos. Ces derniers réalisent des missions de reconnaissance mais leur nombre est insuffisant pour répondre aux besoins des services de renseignement,.
Le matin du 25 avril, alors que les troupes alliées débarquent, le sous-marin australien HMAS AE2 du lieutenant-commandant Henry Stoker torpille la canonnière Peyk-i Şevket (de) à Çanakkale. Il s'échoue ensuite non loin d'un fort ottoman mais parvient à s'échapper. Peu après, son périscope est repéré par un cuirassé ottoman qui tire sur les plages de débarquement et ce dernier préfère se replier. Ayant franchi les Dardanelles, le sous-marin entre dans la mer de Marmara vers 8 h 30 mais Stoker préfère reposer son submersible sur le fond marin et attendre la nuit avant de continuer. Il fait surface dans la soirée pour recharger ses batteries et envoie un message radio à la flotte. Même si le débarquement au cap Helles se déroule comme convenu, celui dans la baie ANZAC rencontre de plus grandes difficultés et le commandant de l'ANZAC, William Birdwood, envisage d'évacuer ses forces. Le succès du sous-marin australien est l'un des facteurs qui le font changer d'avis et la nouvelle est relayée aux troupes pour remonter leur moral. Stoker navigue dans la mer de Marmara pendant cinq jours en réalisant de fréquentes apparitions en surface pour donner l'impression d'un grand nombre de sous-marins alliés mais ses attaques contre les navires ottomans échouent du fait de problèmes mécaniques avec ses torpilles.

### Premiers combats

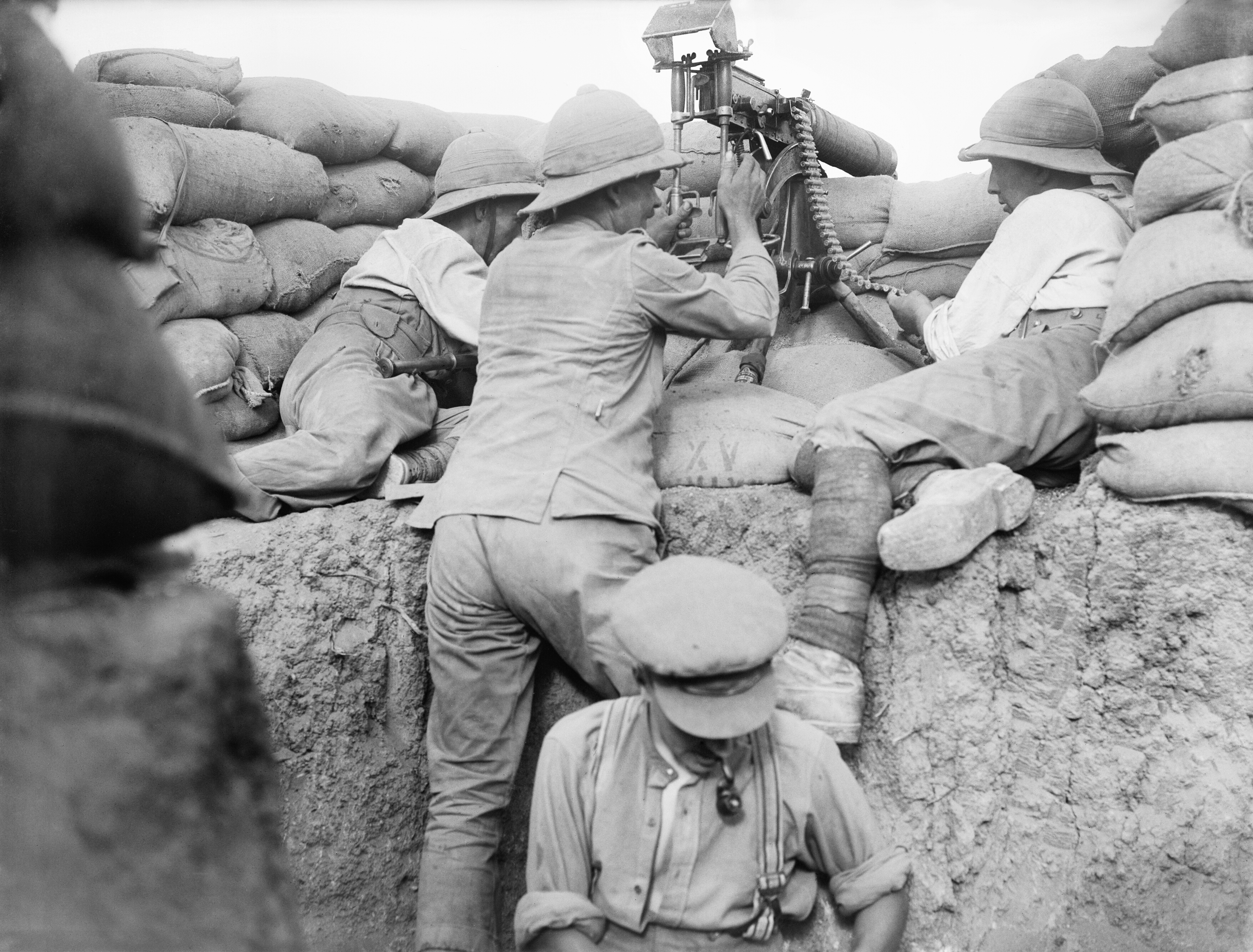
Mitrailleuse britannique équipée d'un périscope.

Dans l'après-midi du 27 avril 1915, les 12 bataillons de la 19e division de Mustafa Kemal et six bataillons de la 5e division lancent une attaque contre les six brigades alliées dans la baie ANZAC. Avec le soutien de l'artillerie navale, les Alliés parviennent à tenir tête aux assaillants durant la nuit. Le lendemain matin, les Britanniques et les Français ayant débarqué à la droite de la plage « S » après leur opération de diversion contre Kum Kale tentent de prendre le village de Krithia. Cette offensive (en) planifiée par Hunter-Weston se révèle complexe et mal coordonnée d'autant plus que la 29e division est épuisée par les débarquements et les contre-attaques ottomanes. L'avancée alliée s'arrête donc à mi-chemin entre le cap Helles et le village de Krithia vers 18 h et les attaquants ont perdu 3 000 hommes. Avec l'arrivée de renforts ottomans dans la zone, la possibilité d'une victoire rapide dans la péninsule s'éloigne et les combats se transforment en une guerre d'attrition.
Considérant que la situation a tourné à son avantage, Kemal commence à regrouper des unités et après l'arrivée de huit bataillons de Constantinople, les Ottomans passent à l'offensive dans l'après-midi du 1er mai. Malgré quelques succès contre les Français, les attaquants subissent de lourdes pertes et sont repoussés sur les autres secteurs. La nuit suivante, William Birdwood ordonne aux unités ANZAC du major-général Alexander Godley de contre-attaquer. Les troupes progressent lentement dans l'obscurité derrière un tir de barrage de l'artillerie navale et terrestre mais la progression est désordonnée et la résistance ottomane les contraint à se replier après avoir perdu un millier d'hommes.

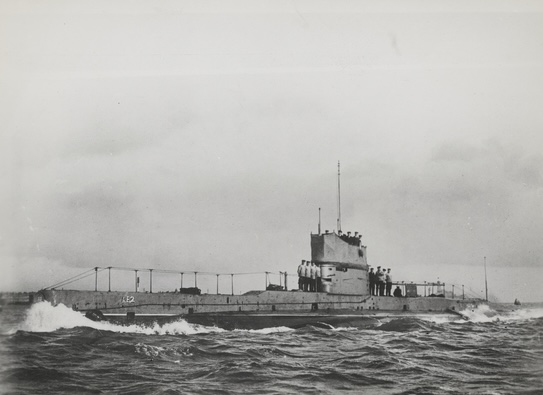
Le sous-marin australien en 1915.

Pour une raison inconnue, le sous-marin AE2 commence à faire surface de manière incontrôlée le 30 avril à proximité du torpilleur Sultanhisar. Ce dernier ouvre immédiatement le feu et le capitaine australien décide d'abandonner son navire qui est sabordé pour éviter sa capture. Les succès du HMAS AE2 démontrent néanmoins qu'il est possible pour les sous-marins de traverser les Dardanelles et l'envoi de submersibles dans la mer de Marmara entrave fortement les opérations de transport et de ravitaillement des Ottomans. Le HMS E14 du lieutenant-commandant Edward Boyle entre ainsi dans la mer de Marmara le 27 avril et torpille quatre navires dont le transport Gul Djemal à bord duquel se trouvent 6 000 soldats et une batterie de campagne en partance pour la péninsule. Même si cette perte n'est pas dramatique pour les Ottomans, elle affaiblit considérablement le moral des troupes. Ces opérations sous-marines ne sont cependant pas sans danger et lors de sa tentative de traversée du détroit, le submersible français Joule touche une mine et sombre avec tout son équipage le 1er mai.

### Mai 1915

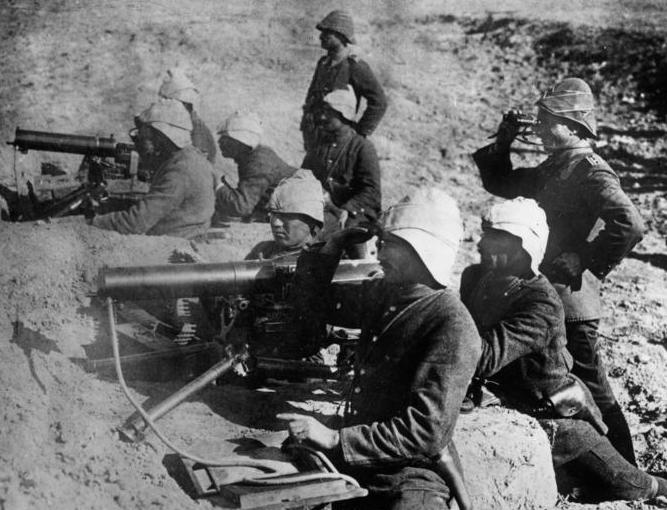
Mitrailleuses ottomanes.

Considérant que les positions de l'ANZAC sont solidement établies, Hamilton déclenche une nouvelle offensive contre Krithia (en). Impliquant 20 000 hommes, l'attaque  est la première attaque générale depuis le cap Helles et doit avoir lieu durant la journée. Après une préparation d'artillerie de 30 minutes, l'assaut commence dans la matinée du 6 mai. Progressant en quatre colonnes séparées par des ravins, les unités alliées tentent de contourner les positions fortifiées ottomanes mais le terrain difficile complique cette manœuvre. Soumis à un tir nourri de l'artillerie et des mitrailleuses ottomanes qui n'ont pas été repérées par les reconnaissances aériennes, l'attaque est interrompue au bout d'une journée.
L'arrivée de renforts permet une reprise de l'offensive le 7 mai mais les défenses ottomanes restent infranchissables et les Alliés ne progressent que de quelques centaines de mètres au prix de lourdes pertes. Après cette bataille, le front se stabilise du fait de l'épuisement des deux belligérants. Les stocks de munitions alliés, en particulier ceux de l'artillerie, sont presque épuisés et les deux camps profitent de l'accalmie pour se réapprovisionner et étendre leurs réseaux de tranchées. Des combats sporadiques se poursuivent néanmoins avec des raids et des attaques à la grenades contre des tranchées parfois séparées de seulement quelques mètres. Les tireurs de précision deviennent une menace persistante pour les deux camps et le commandant de la 1re division australienne, le major-général William Bridges, est mortellement blessé par l'un d'eux le 18 mai.
Le 19 mai, 42 000 Ottomans lancent une offensive contre la baie ANZAC pour « rejeter à la mer » les 17 000 Australiens et Néo-Zélandais qui s'y trouvent,. Manquant de munitions et de pièces d'artillerie, les Ottomans espèrent que l'effet de surprise et leur supériorité numérique leur permettront de l'emporter ; leurs préparatifs ont cependant été repérés par un appareil de reconnaissance britannique la veille,. Sans effet de surprise, l'assaut est un désastre et les Ottomans perdent 13 000 hommes dont 3 000 tués contre 160 morts et 468 blessés du côté allié,. Les pertes ottomanes sont telles qu'un cessez-le-feu est organisé par l'officier de liaison britannique Aubrey Herbert le 24 mai pour inhumer les corps reposant dans le no man's land ; cet événement donne lieu à des actes de fraternité semblables à ceux de la trêve de Noël 1914 sur le front de l'Ouest.

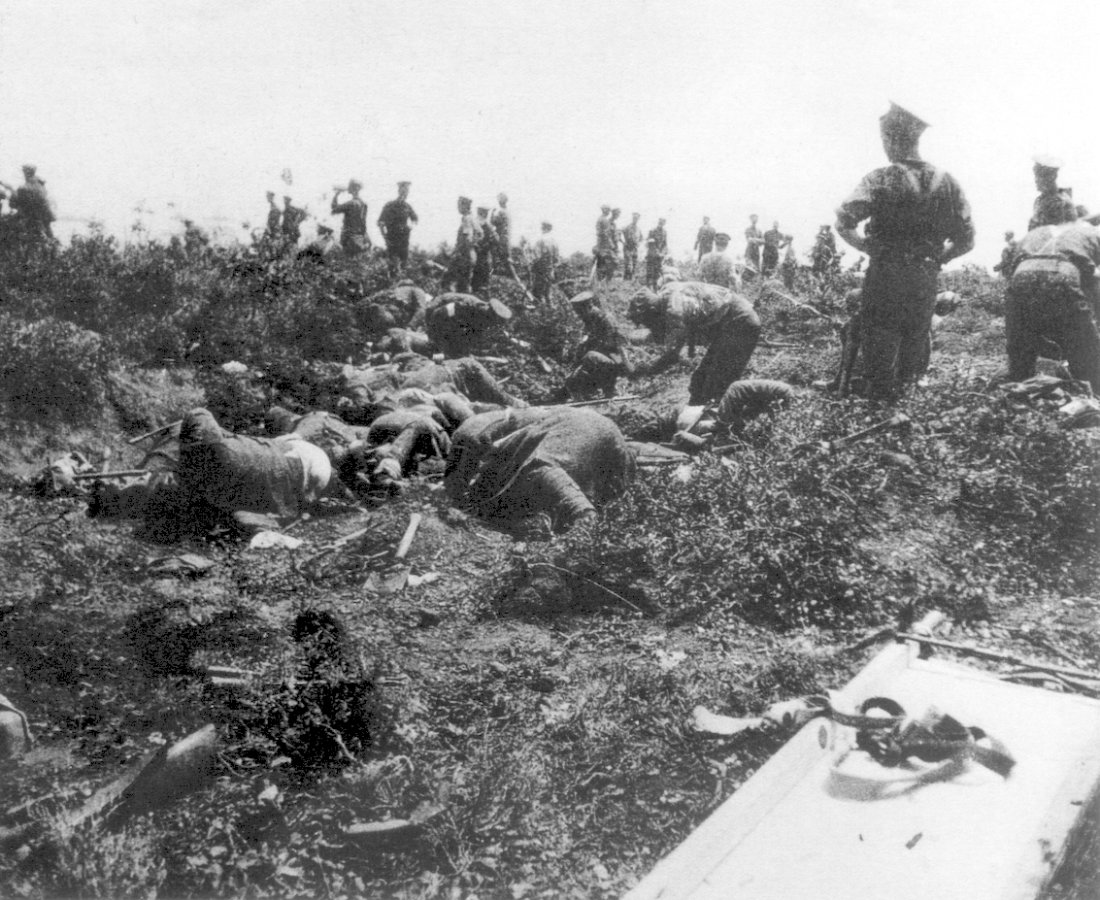
Photographie prise durant la trêve du 24 mai 1915 destinée à inhumer les corps reposant dans le no man's land.

Les Ottomans souffrent d'une grave pénurie de munitions et après l'échec de leur offensive du 19 mai, ils arrêtent les assauts frontaux et entreprennent une guerre de sape. Malgré les tentatives alliées pour les neutraliser, les Ottomans font exploser une mine dans le secteur australien et attaquent avec un bataillon du 14e régiment. Le 15e bataillon australien est repoussé mais il reprend le terrain perdu dans la soirée avant d'être relevé par des unités néo-zélandaises. Revenus sur leurs positions, les belligérants reprennent leurs escarmouches et continuent à renforcer leurs réseaux de tranchées.
Sur mer, la domination britannique est affaiblie par le torpillage le 13 mai du cuirassé HMS Goliath par le destroyer Muâvenet-i Millîye. De plus, le sous-marin allemand U-21 envoie par le fond le HMS Triumph le 25 mai et le HMS Majestic deux jours plus tard. Les appareils alliés réalisent un plus grand nombre de patrouilles et le U-21 décide de quitter la zone. Les Alliés ignorent néanmoins ce repli et ils retirent un grand nombre de navires dans leur base sur l'île grecque d'Imbros ; cela réduit considérablement le soutien d'artillerie allié dans la péninsule de Gallipoli. Dans le même temps, le sous-marin HMS E11 traverse les Dardanelles le 18 mai et coule ou endommage 11 navires dont trois dans le port de Constantinople le 23 mai,,.

### Juin – juillet 1915

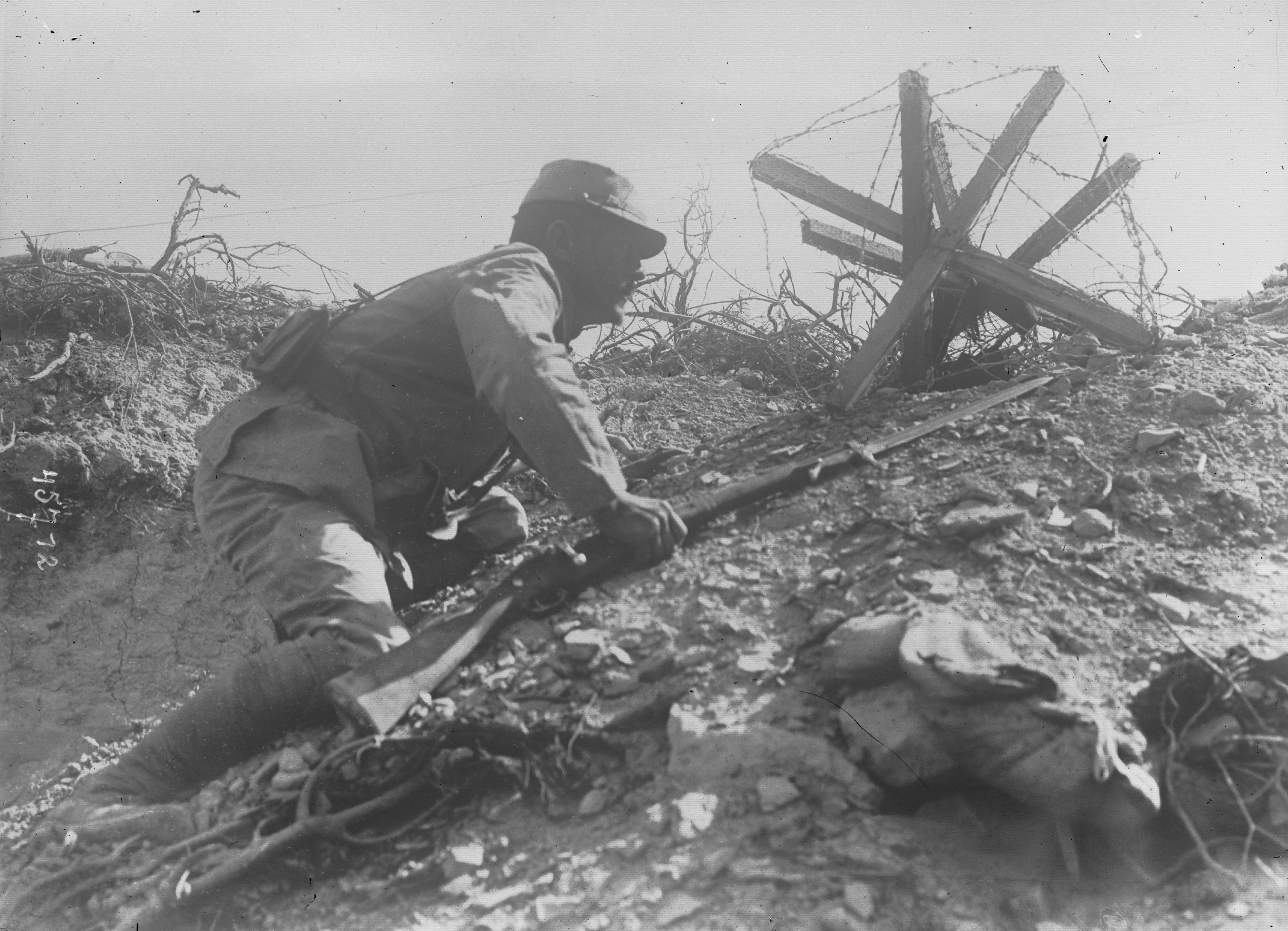
Soldat français sortant d'une tranchée.

Dans le secteur du cap Helles où les réseaux de tranchées sont très denses, les Alliés attaquent (en) à nouveau en direction de Krithia le 4 juin avec deux divisions britanniques et deux divisions françaises. L'offensive ne permet pas d'obtenir de percée décisive et la guerre de positions reprend avec des objectifs limités à quelques centaines de mètres. Dans les deux camps, les pertes approchent les 25 % : 4 500 Britanniques sur 20 000 engagés et 2 500 Français sur 10 000. Du côté ottoman, les pertes s'élèvent à plus de 9 000 hommes. Le 30 juin, le commandant français Henri Gouraud, qui a remplacé Albert d'Amade en mai, est blessé et le général Maurice Bailloud lui succède à la tête des forces françaises.
Du côté de la mer Égée, les Britanniques attaquent les positions ottomanes le 28 juin et parviennent à progresser rapidement le long d'un ravin parallèle à la mer. Le front avance d'un kilomètre mais les pertes sont à nouveau été élevées et les Ottomans lancent plusieurs contre-attaques entre le 1er et le 5 juillet sans pouvoir reprendre le terrain perdu. Cette avancée marque néanmoins la fin des offensives britanniques sur le front du cap Helles et leur attention se concentre au nord autour de la baie ANZAC.
Dans le même temps, la guerre sous-marine se poursuit. Le HMS E14 traverse pour la troisième fois les Dardanelles le 21 juillet malgré le filet anti-sous-marin posé par les Ottomans. Le 27, le submersible français Mariotte ne parvient pas à éviter cet obstacle et il est contraint de faire surface. Pris pour cible par les batteries côtières, il est abandonné et sabordé par son équipage. Le 8 août, le HMS E11 torpille le cuirassé ottoman de fabrication allemande, Barbaros Hayreddin, dans la mer de Marmara; il coule également un torpilleur, sept navires de transports et 23 navires à voiles durant son passage dans la zone.

### Août 1915
L'impasse sur le front du cap Helles pousse Hamilton à planifier une nouvelle offensive au nord pour prendre le contrôle des hauteurs situées au milieu de la péninsule. À ce moment, les effectifs des deux belligérants ont fortement augmenté par rapport au début de la bataille : les Alliés disposent de 15 divisions contre cinq au départ tandis que les Ottomans en alignent 16 contre six initialement,. Commandés par Godley, les Alliés envisagent de débarquer deux nouvelles divisions d'infanterie du IXe corps britannique dans la baie de Suvla à 5 km au nord de la baie ANZAC. Dans le même temps, les unités déjà sur place attaqueront en direction du nord-est dans le secteur le moins défendu du dispositif ottoman. Au moment de cette attaque, les Alliés disposent d'une quarantaine d'appareils notamment des Nieuport 10 basés sur les îles d'Imbros et de Tenedos. Les Ottomans alignent quant à eux une vingtaine d'appareils dont huit sont stationnés à Çanakkale. En plus des opérations de reconnaissance, les avions alliés commencent à mener des actions limitées de bombardement sur terre et sur mer; l'un d'eux coule ainsi un remorqueur ottoman dans le golfe de Saros avec une torpille.

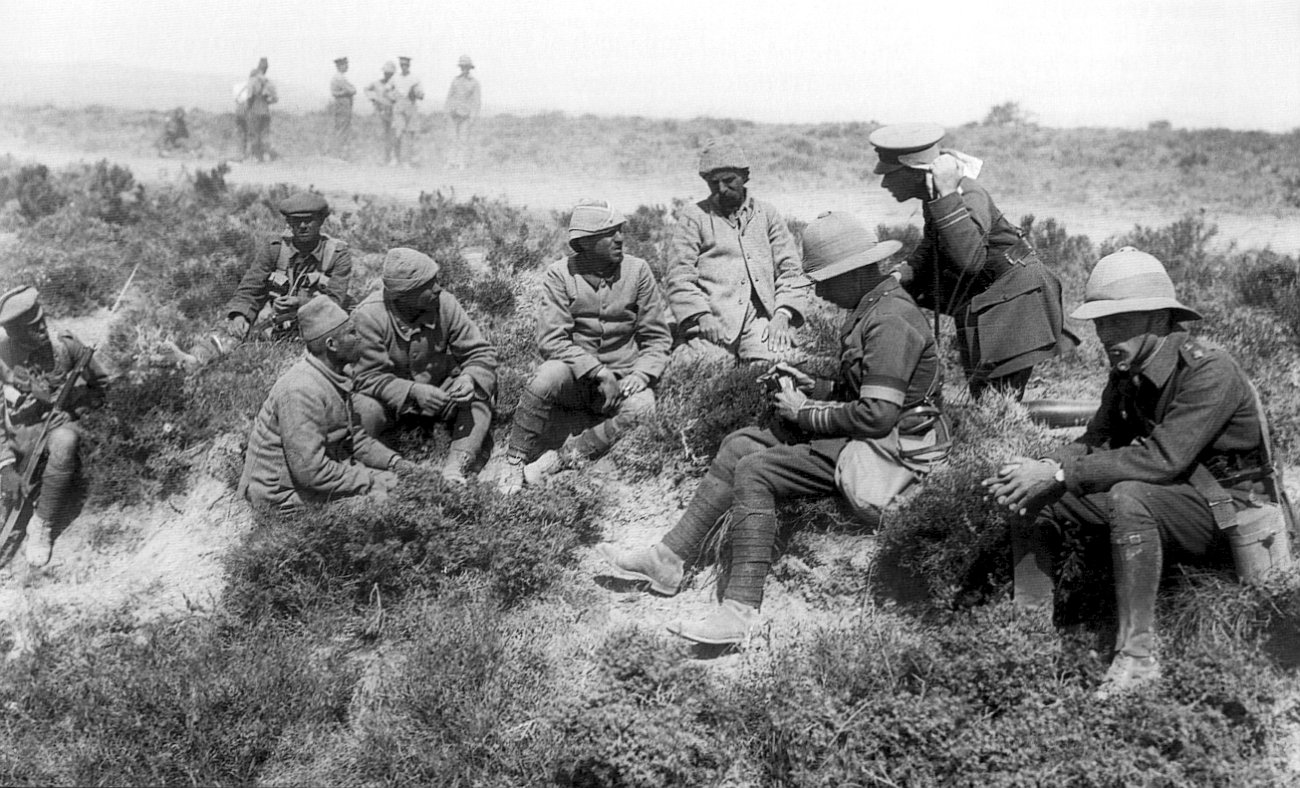
Interrogatoire de prisonniers ottomans par des soldats britanniques.

Le débarquement dans la baie de Suvla a lieu dans la nuit du 6 août et ne rencontre qu'une faible résistance. Le commandant britannique Frederick Stopford se montre cependant peu entreprenant et la progression alliée se limite aux plages. Cela permet aux Ottomans de se redéployer sur les hauteurs et le front de Suvla devient rapidement statique avec la construction de tranchées par les deux camps. Dans la baie ANZAC, la 1re brigade d'infanterie australienne attaque le 6 août au sud-est pour obliger les Ottomans à dégarnir leurs positions au nord-est et elle parvient à capturer la principale ligne ottomane. Une autre attaque de diversion depuis le cap Helles se solde par un échec sanglant et ces deux manœuvres n'empêchent pas les Ottomans de redéployer leurs forces pour faire face aux attaques. Au nord-est, la brigade d'infanterie néo-zélandaise progresse avec difficulté mais ne parvint pas à atteindre son objectif qui est le sommet de Chunuk Bair. Cet échec a des conséquences dramatiques car l'unité devait prendre à revers les positions ottomanes tandis que la 3e brigade de cavalerie légère australienne devait mener un assaut frontal contre ces mêmes tranchées. Malgré le revers néo-zélandais, l'attaque est maintenue ; du fait du manque de coordination entre l'artillerie et l'infanterie, du terrain difficile et des solides positions ottomanes, les pertes australiennes s'élèvent à 372 hommes sur un effectif de 600. D'autres tentatives pour reprendre l'offensive sont facilement repoussées par les Ottomans. Les Néo-Zélandais tiennent leurs positions près de Chunuk Bair pendant deux jours malgré des pertes de 90 %, jusqu'à l'arrivée de deux bataillons britanniques. Ces derniers sont néanmoins repoussés par une contre-attaque commandée par Mustafa Kemal le 10 août et les Ottomans reviennent quasiment sur leurs positions de la semaine précédente.

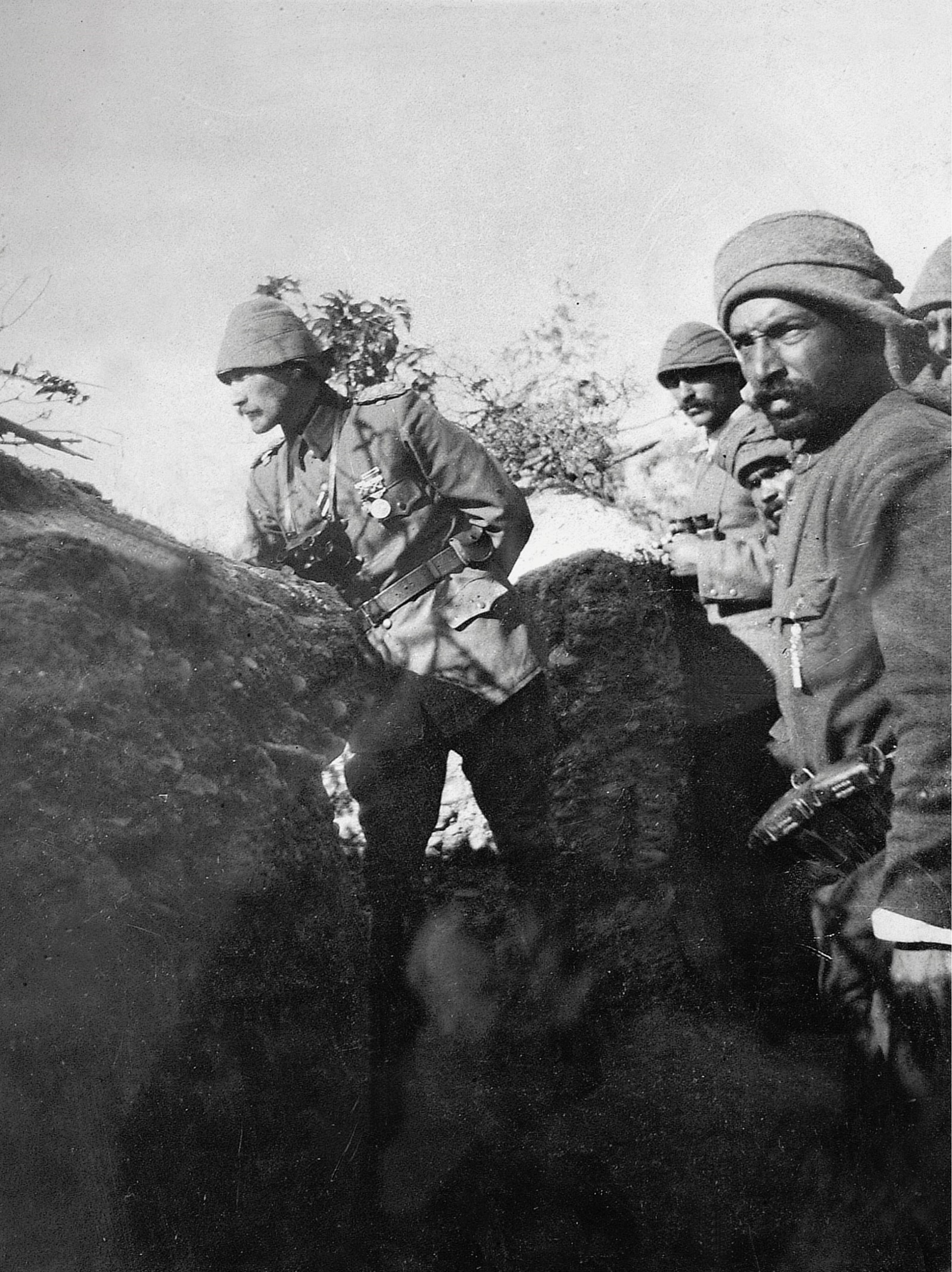
Mustafa Kemal dans une tranchée.

Trois nouvelles divisions britanniques débarquent dans la baie de Suvla entre le 7 et le 10 août mais ces renforts ne permettent pas de débloquer la situation. Il est alors décidé d'attaquer les hauteurs situées entre la baie de Suvla et la baie ANZAC pour unifier la ligne de front mais les assauts lancés le 21 août échouèrent. Le 17 août, Hamilton demande 95 000 hommes supplémentaires mais les Français annoncent qu'ils planifient une offensive en France pour l'automne. Lors d'une réunion le 20 août, il est décidé de donner la priorité au front de l'Ouest et seulement 25 000 hommes sont accordés au front des Dardanelles. Le 23 août, après l'échec des attaques contre les hauteurs séparant les deux plages, Hamilton se résout à adopter une stratégie défensive. Cette décision est également motivée par l'imminence de l'entrée en guerre de la Bulgarie aux côtés des Empires centraux qui va faciliter le soutien allemand à l'armée ottomane. Le 25 septembre, Kitchener ordonne le redéploiement de deux divisions britanniques et d'une division française  sur le front de Salonique en Grèce et cela marqua le début de la fin de la bataille de Gallipoli.

### Évacuation

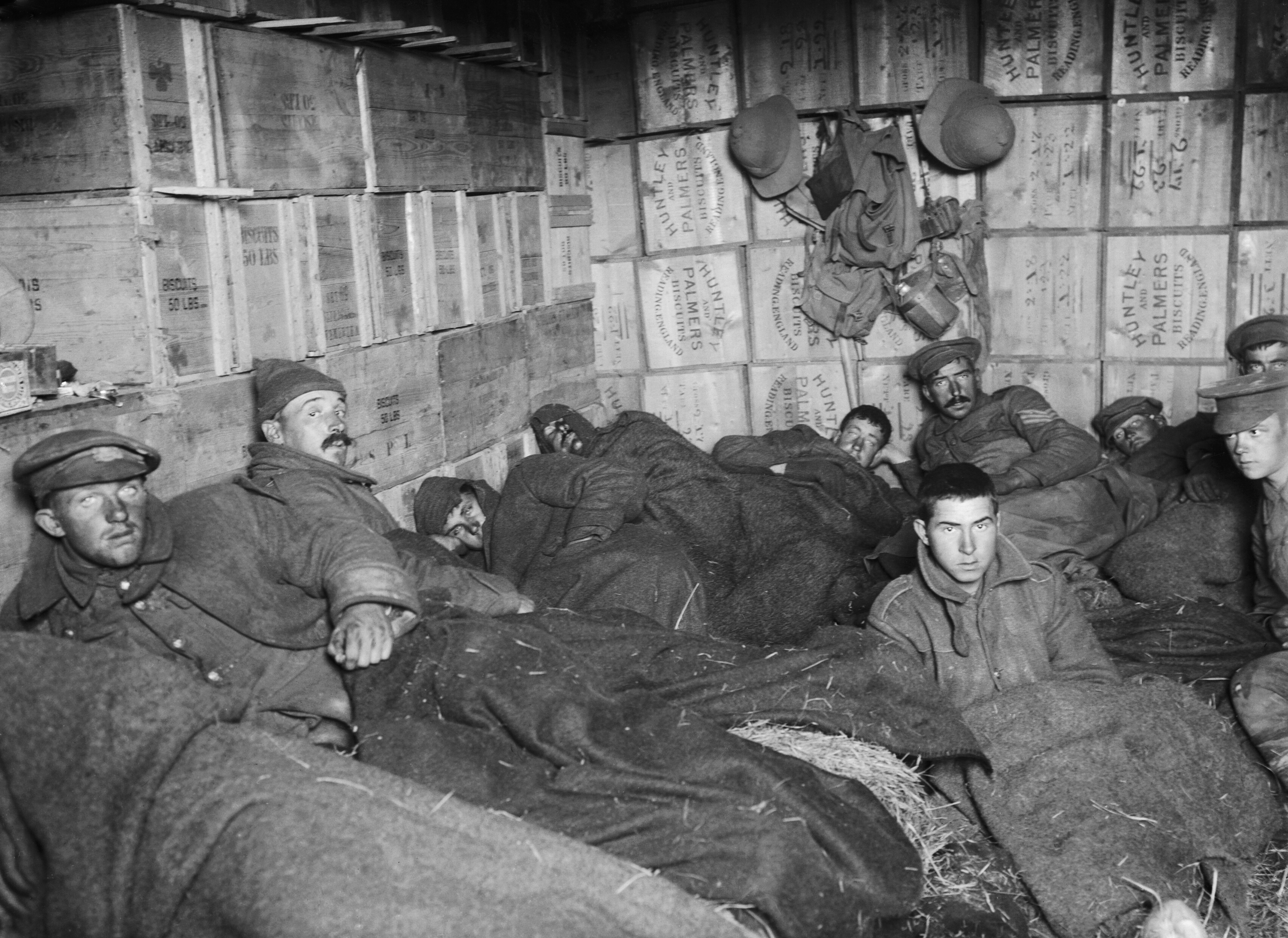
Soldats britanniques souffrant de gelures dans un abri composé de caisses de biscuits dans la baie de Suvla.

L'échec de l'offensive d'août pousse les Alliés à envisager une évacuation de leurs positions dans la péninsule de Gallipoli. Déjà décontenancée par les succès ottomans, l'opinion publique britannique se retourne contre la gestion de l'opération après la publication d'articles critiques dans le Sunday Times de Keith Murdoch. Hamilton s'oppose initialement à la possibilité d'une évacuation lorsque cette possibilité est évoquée le 11 octobre pour des raisons de prestige. Il est par la suite limogé et remplacé par Charles Monro. L'arrivée de l'automne et de l'hiver apporte un répit aux soldats souffrant de la chaleur mais le froid entraîne également des milliers de cas de gelures.
La situation à Gallipoli est encore compliquée par l'entrée en guerre de la Bulgarie aux côtés des Empires centraux le 5. Avec l'appui de cette dernière et de l'Allemagne, l'Autriche-Hongrie envahit la Serbie et un nouveau front se forme au nord de la Grèce. Ce dernier, appelé front de Salonique, reçoit la priorité par rapport aux Dardanelles et trois divisions qui s'y trouvent sont redéployées en Grèce,. Via la Bulgarie, l'Allemagne peut soutenir l'artillerie lourde ottomane qui dévaste les tranchées alliées en particulier dans le secteur de la baie ANZAC où elles sont très nombreuses. L'Autriche-Hongrie apporte également son aide et déploie deux unités d'artillerie dans la zone. La situation dans le ciel est également rééquilibrée par l'arrivée d'appareils modernes. À la fin du mois de novembre, l'équipage ottoman d'un Albatros C.I abat un appareil français au-dessus de Gaba Tepe. Monro défend l'option d'une évacuation auprès de Kitchener qui se trouve alors dans la région. Après avoir consulté les commandants du VIIIe corps au cap Helles et du IXe corps dans les baies ANZAC et de Suvla, Kitchener approuve cette proposition et le gouvernement britannique confirme la décision d'évacuer au début du mois de décembre.

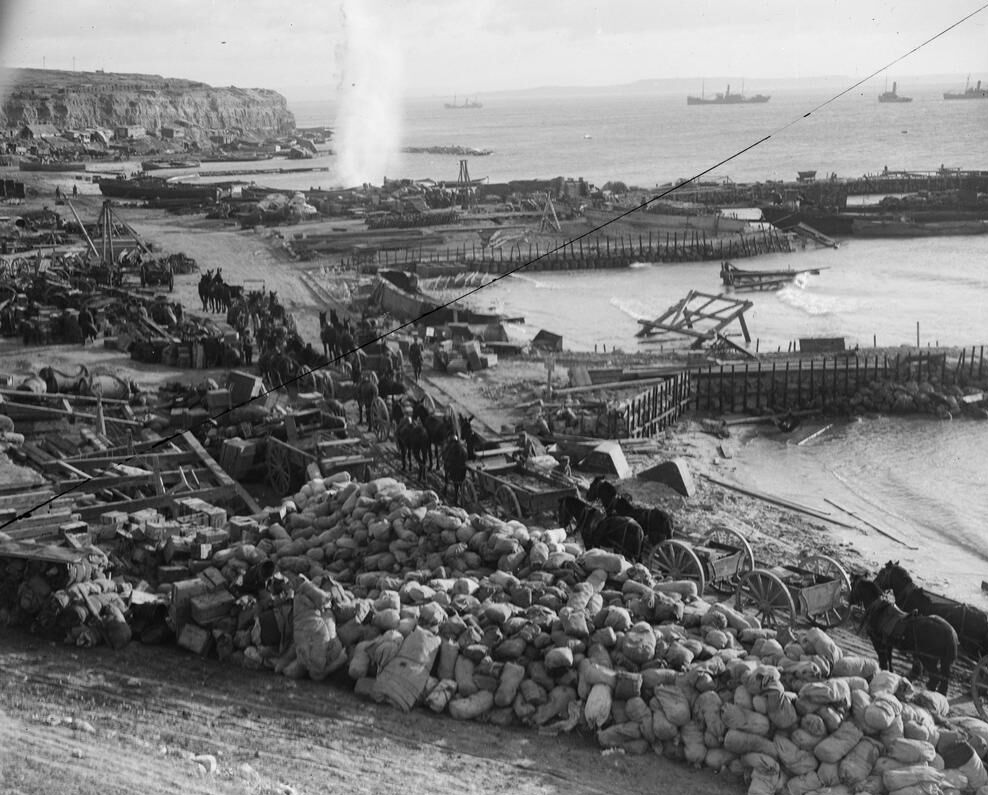
La plage « W » du cap Helles le 7 janvier 1916 juste avant la fin de l'évacuation. L'explosion d'un obus ottoman dans la mer est visible à l'arrière-plan.

Du fait de la présence des forces ottomanes et des conditions climatiques difficiles, les stratèges s'attendent à de lourdes pertes lors de l'opération. Le statu quo est néanmoins intenable ; le 26 novembre, un violent orage de trois jours provoque des glissements de terrain qui détruisent les tranchées et ensevelissent les soldats. Cet épisode est suivi par une tempête de neige et les gelures font de nombreuses victimes. Malgré ces difficultés, l'évacuation est la partie la mieux exécutée de toute la campagne alliée,. Les baies ANZAC et de Suvla sont les premières à être évacuées et les dernières troupes partent à l'aube du 20 décembre. Leur nombre a été graduellement réduit depuis le 7 décembre et des ruses comme le fusil automatique conçu par le soldat William Scurry fonctionnant grâce à l'accumulation d'eau dans une casserole attachée à la détente, permettent de dissimuler ce retrait. De la même manière, les troupes alliées dans la baie ANZAC ne font parfois aucun bruit pendant plus d'une heure ; cela pousse les Ottomans intrigués à sortir de leurs tranchées pour inspecter les lignes adverses et ils sont alors pris pour cibles. Grâce à ces tactiques, l'évacuation se fait avec très peu de victimes, mais les Alliés doivent laisser sur place de grandes quantités de matériel et de ravitaillement qui sont capturés par les Ottomans.
Les Alliés restent plus longtemps au cap Helles mais la décision d'évacuer la garnison est prise le 28 décembre. Ayant tiré les leçons de ce qui s'est passé au nord, les forces ottomanes s'intéressent à tout ce qui peut laisser penser à une évacuation. Liman von Sanders regroupe ses forces et lance une attaque contre les Britanniques le 7 janvier ; l'assaut est néanmoins facilement repoussé. Dans la nuit du 7 au 8 janvier, les troupes entament un repli organisé sous la protection de l'artillerie navale. Après avoir disposé des mines et piégé leurs tranchées, les soldats reculent de 8 km jusqu'à la plage où des pontons improvisés ont été construits,. Les derniers soldats quittèrent le cap vers 4 h le matin du 8 janvier.
Même si les estimations les plus hautes prévoient jusqu'à 30 000 victimes lors de l'opération, 35 268 hommes, 3 689 chevaux, 127 canons, 328 véhicules et 1 600 tonnes de matériel sont évacués. Près de 1 600 véhicules sont néanmoins laissés sur place même s'ils sont sabotés pour éviter que les Ottomans ne puissent les réutiliser. Les Ottomans atteignent les plages peu après l'aube.

## Conséquences

### Militaires
Le résultat militaire de la bataille de Dardanelles est un sujet de débat pour les historiens. Harvey Broadbent estime que la campagne est une « affaire serrée » se soldant finalement par une défaite alliée tandis que Les Carlyon considère qu'elle n'a pas eu d'impact sur le cours de la guerre. À l'inverse, Peter Hart avance que les forces ottomanes « empêchèrent les Alliés d'atteindre leurs objectifs avec une relative facilité » tandis que Philip Haythornthwaite qualifie la bataille de « désastre pour les Alliés ». La campagne a causé effectivement « des tensions énormes sur… les ressources nationales [ottomanes] » à une période, où les Alliés étaient plus en mesure de remplacer leurs pertes que les Ottomans mais en définitive, ils ne parviennent pas à prendre le contrôle des Dardanelles. Si elle a permis de détourner une partie des forces ottomanes des autres fronts du Moyen-Orient, la bataille a demandé également des ressources que les Alliés auraient pu employer sur le front de l'Ouest, d'autant plus qu'elle a été particulièrement sanglante.

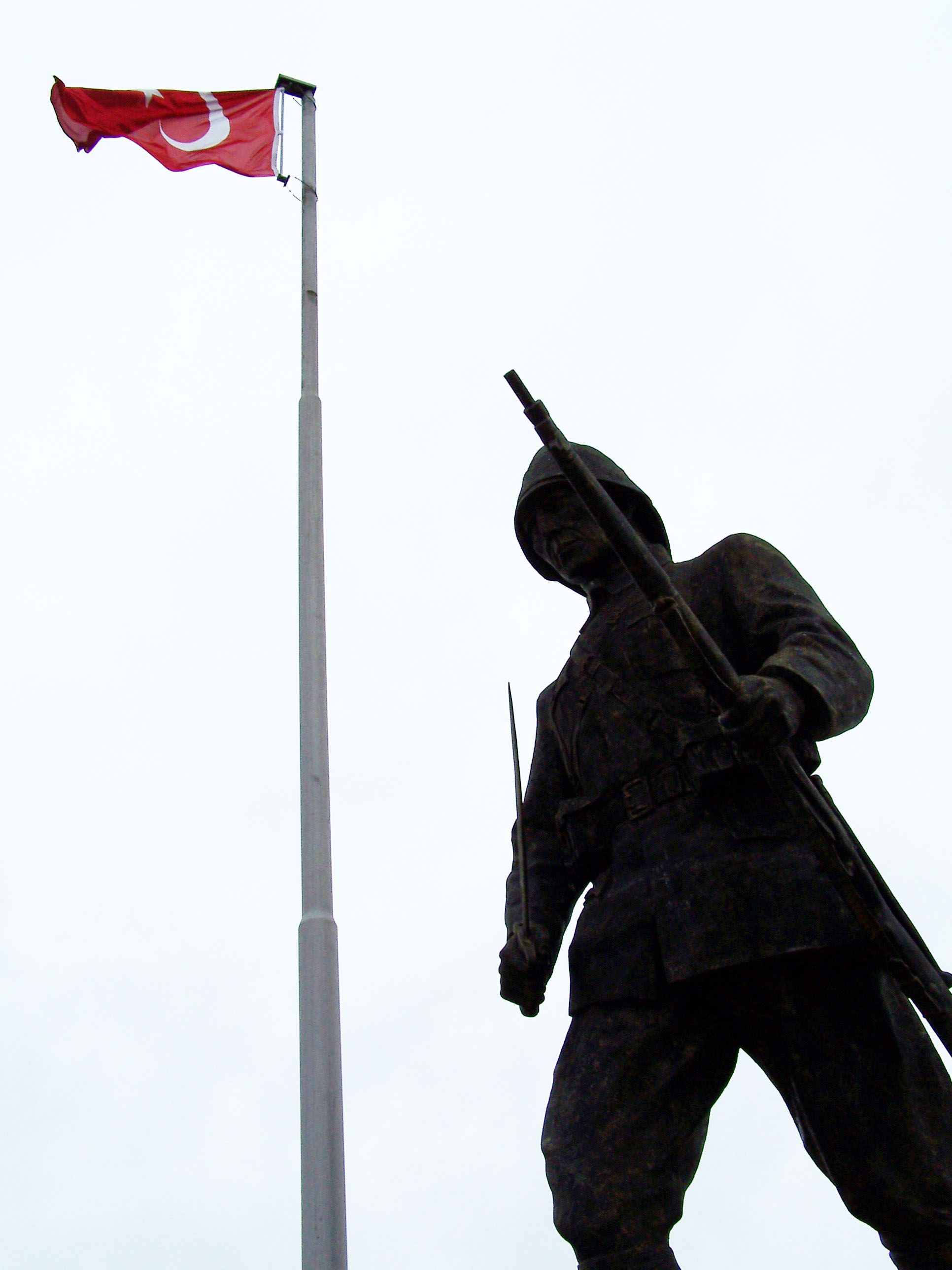
Statue d'un soldat ottoman à Çanakkale.

La campagne alliée a été  entravée par des objectifs mal définis, une logistique défaillante, l'insuffisance de l'artillerie, l'inexpérience des troupes, la faiblesse des renseignements et des cartes, l'arrogance et des erreurs de commandement à tous les niveaux,. La géographie a joué également un rôle décisif dans cette défaite car les Alliés ont été incapables de contrôler les hauteurs de la péninsule. Les Ottomans ont disposé ainsi de positions en surplomb des forces alliées confinées aux plages. La nécessité même de la campagne reste un sujet de débat entre ceux estimant que les Alliés auraient dû concentrer tous leurs efforts sur le front de l'Ouest et ceux jugeant qu'il était judicieux d'attaquer le « ventre mou » de l'Allemagne formé par ses alliés au sud-est.
Les opérations sous-marines britanniques et françaises dans la mer de Marmara sont l'un des seuls points positifs de cette bataille pour les Alliés car les Ottomans ont du abandonner leurs opérations de transport maritime dans la zone. Entre avril et décembre 1915, neuf sous-marins britanniques et quatre submersibles français ont coulé un cuirassé, un destroyer, cinq canonnières, 11 navires de transport, 44 navires de ravitaillement et 148 voiliers ; sur ces 13 sous-marins, huit ont été détruits ou perdus dans la mer de Marmara ou lors de la traversée des Dardanelles. À la fin de la bataille des Dardanelles, la marine ottomane a complètement cessé d'opérer dans la zone tandis que les activités civiles ont été fortement réduites, ce qui a affecté la logistique et le ravitaillement des troupes à Gallipoli.
À la suite de l'évacuation de Gallipoli, Hamilton et Stopford sont limogés mais Hunter-Weston reste à la tête du VIIIe corps britannique et le commande durant la bataille de la Somme en 1916,. Les compétences des commandants de brigade australiens, John Monash et Harry Chauvel, sont reconnues et ils sont promus major-généraux,. L'influence de Kitchener sur la stratégie britannique s'affaiblit après la formation d'un gouvernement de coalition en mai 1915 en raison de l'impasse à Gallipoli et sa proposition de soutien aux troupes des Dardanelles en décembre 1915 est rejetée en faveur du front de Salonique. Du côté ottoman, la bataille représente une grande victoire qui renforçe le moral des troupes à présent confiantes dans leur capacité à vaincre les Alliés. En Mésopotamie, une expédition britannique est encerclée à Kut-el-Amara et est contrainte à la reddition en avril 1916. Les attaques en direction du canal de Suez échouent néanmoins à l'été 1916 en raison d'une logistique insuffisante et ce revers marque le début de la campagne du Sinaï et de la Palestine. L'optimisme ottoman généré par la victoire des Dardanelles disparait alors que les Britanniques prennent l'initiative au Moyen-Orient et la conservent jusqu'à la fin de la guerre,.
La bataille a eu une influence considérable sur la pensée militaire et Theodore Gatchel estime que durant l'entre-deux-guerres, la campagne « devint le pivot des études sur la guerre amphibie ». Pour l'historien Russell Weigley, son analyse avant la Seconde Guerre mondiale a fait naître la « croyance partagée par la plupart des forces armées du monde » selon laquelle des débarquements n'avaient aucune chance contre des défenses modernes. Cette idée est restée dominante jusqu'au débarquement de Normandie en 1944, même si des opérations antérieures en Afrique du Nord, en Italie et dans le Pacifique ont été victorieuses. Peter Hart soutient cette idée et écrit que même si les opérations amphibies ont été regardées avec réticence par les stratèges alliés dans l'entre-deux-guerres, la situation militaire après 1940 les a obligé à les envisager. Depuis 1945, l'affrontement a continué à influencer la doctrine amphibie américaine, et elle a été étudiée par les stratèges britanniques durant la guerre des Malouines en 1982.

### Politiques
L'échec des débarquements a d'importantes répercussions politiques en Grande-Bretagne. L'amiral John Fisher démissionne en mai après de violents désaccords avec Churchill au sujet de la conduite de la bataille. Déjà affaibli par la crise des obus, le Premier ministre libéral Herbert Asquith est contraint de former un gouvernement de coalition avec le Parti conservateur. L'une des conditions posées par les conservateurs est la démission de Churchill de son poste de premier lord de l'Amirauté ; ce dernier s'exécute et il commande par la suite un bataillon d'infanterie écossais sur le front de l'Ouest en 1916,. Asquith met en place une commission d'enquête pour déterminer les causes de l'échec de l'expédition ; plusieurs rapports sont publiés entre 1917 et 1919 et pointent le manque de préparation de l'opération et une certaine incompétence des officiers supérieurs. Les Dardanelles affectent l'autorité d'Asquith et il est remplacé en décembre 1916 par le libéral David Lloyd George. Churchill reçoit le poste de ministre de l'Armement dans le nouveau gouvernement malgré l'opposition conservatrice ; il y joue un rôle important dans le développement du char d'assaut.

### Pertes
|                    | Morts  | Blessés | Disparus et prisonniers | Total   |
| Empire ottoman     | 56 643 | 107 007 | 11 178                  | 174 828 |
| Royaume-Uni        | 34 072 | 78 520  | 7 654                   | 120 246 |
| France             | 9 798  | 17 371  | -                       | 27 169  |
| Australie          | 8 709  | 19 441  | -                       | 28 150  |
| Nouvelle-Zélande   | 2 721  | 4 752   | -                       | 7 473   |
| Indes britanniques | 1 358  | 3 421   | -                       | 4 779   |
| Terre-Neuve        | 45     | 544     | -                       | 589     |
| Total allié        | 56 703 | 124 049 | 7 654                   | 188 406 |

Le nombre de victimes durant la bataille des Dardanelles varie selon les sources mais il est estimé qu'à son terme, elle a coûté la vie à plus de 100 000 hommes dont entre 56 000 et 68 000 Ottomans et environ 53 000 Britanniques et Français. Carlyon avance le nombre de 43 000 Britanniques tués ou blessés dont 8 709 Australiens. Il y a également 2 721 Néo-Zélandais tués, soit le quart de ceux ayant débarqué dans la péninsule. En intégrant les victimes de maladies, les pertes s'élèvent à près d'un-demi million dont 205 000 Britanniques, 47 000 Français et 251 000 Ottomans selon les estimations officielles britanniques. Ce nombre de victimes ottomanes est contesté et probablement moins élevé ; une autre source avance ainsi que les pertes sont de 2 160 officiers et de 287 000 soldats d'autres rangs. Les conditions sanitaires ont été particulièrement difficiles et de nombreux soldats ont souffert de typhoïde et de dysenterie. Il est estimé qu'au moins 145 000 Britanniques et 64 000 Ottomans sont tombés malades durant la campagne.
Les forces alliées sont accusées d'avoir bombardé des hôpitaux et des navires-hôpitaux ottomans à plusieurs occasions. Le gouvernement français  conteste ces allégations auprès de la Croix-Rouge et les Britanniques répondent que si cela a été le cas, il s'agit d'accidents. Aucune arme chimique n'a été utilisée à Gallipoli même si Alliés ont envisagé d'y faire appel et en ont transporté sur place ; ces munitions chimiques sont par la suite utilisées contre les Ottomans lors des seconde et troisième batailles de Gaza en 1917.

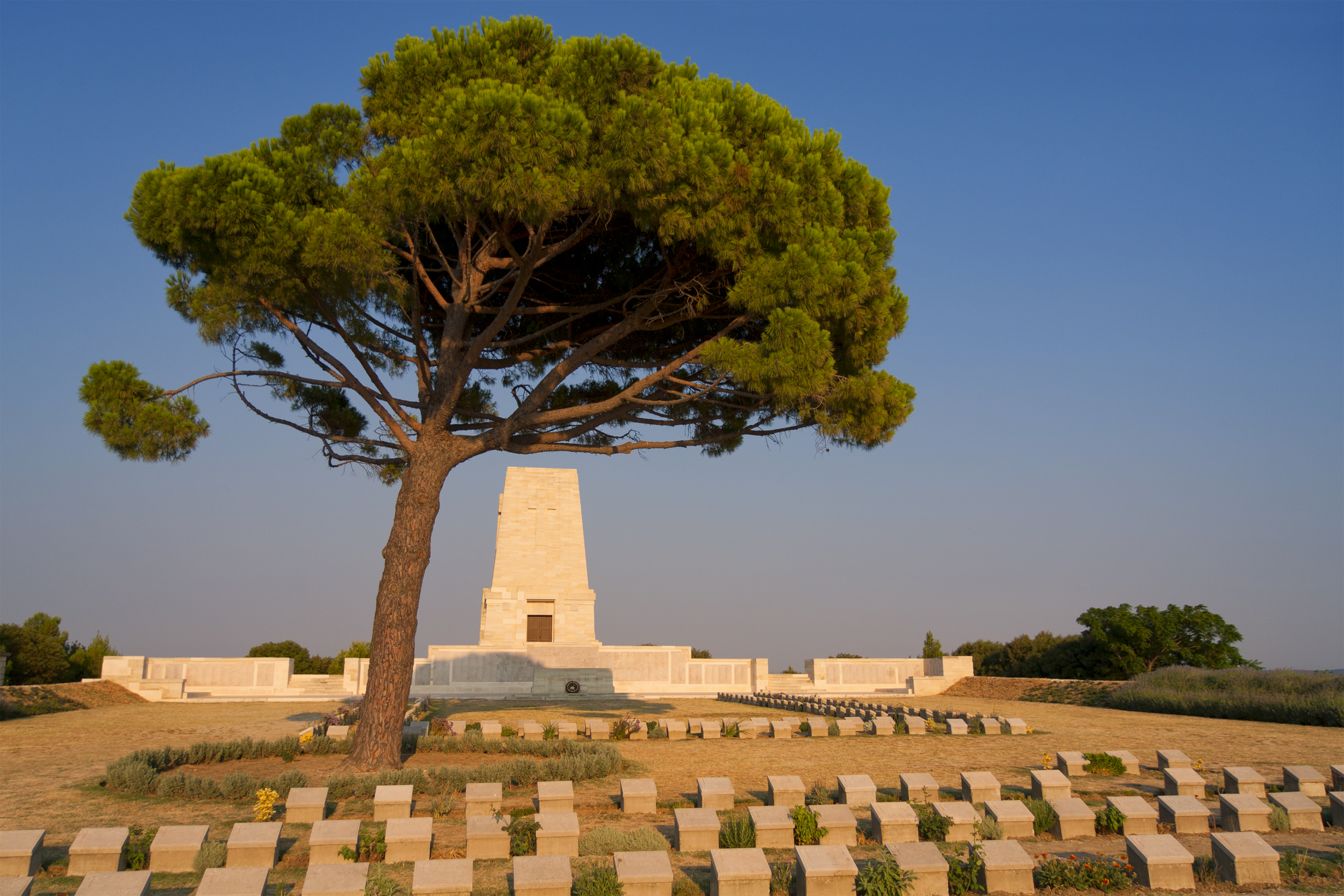
Le cimetière de Lone Pine dans la baie ANZAC où reposent majoritairement des soldats australiens.

La péninsule de Gallipoli accueille 31 cimetières administrés par la Commonwealth War Graves Commission (CWGC) responsable du développement et de l'entretien des cimetières de tout le Commonwealth. Six se trouvent au cap Helles, quatre dans la baie de Suvla et 21 dans la baie ANZAC. De nombreux tués et ceux morts à bord des navires hôpitaux qui ont été inhumés en mer ne disposent pas de tombes ; leurs noms sont inscrits sur cinq mémoriaux,. Il existe également un cimetière de la CWGC sur l'île grecque de Limnos où se trouvait un hôpital militaire,. Sedd el Bahr au cap Helles accueille le seul cimetière français de la péninsule. Il n'existe pas de grand cimetière ottoman dans la péninsule mais de nombreux mémoriaux dont le plus important se trouve au cap Helles. Plusieurs mémoriaux et cimetières ont été construits sur la côte asiatique soulignant l'importance donnée par l'historiographie turque à la victoire navale du 18 mars par rapport aux combats terrestres dans la péninsule.

## Héritage

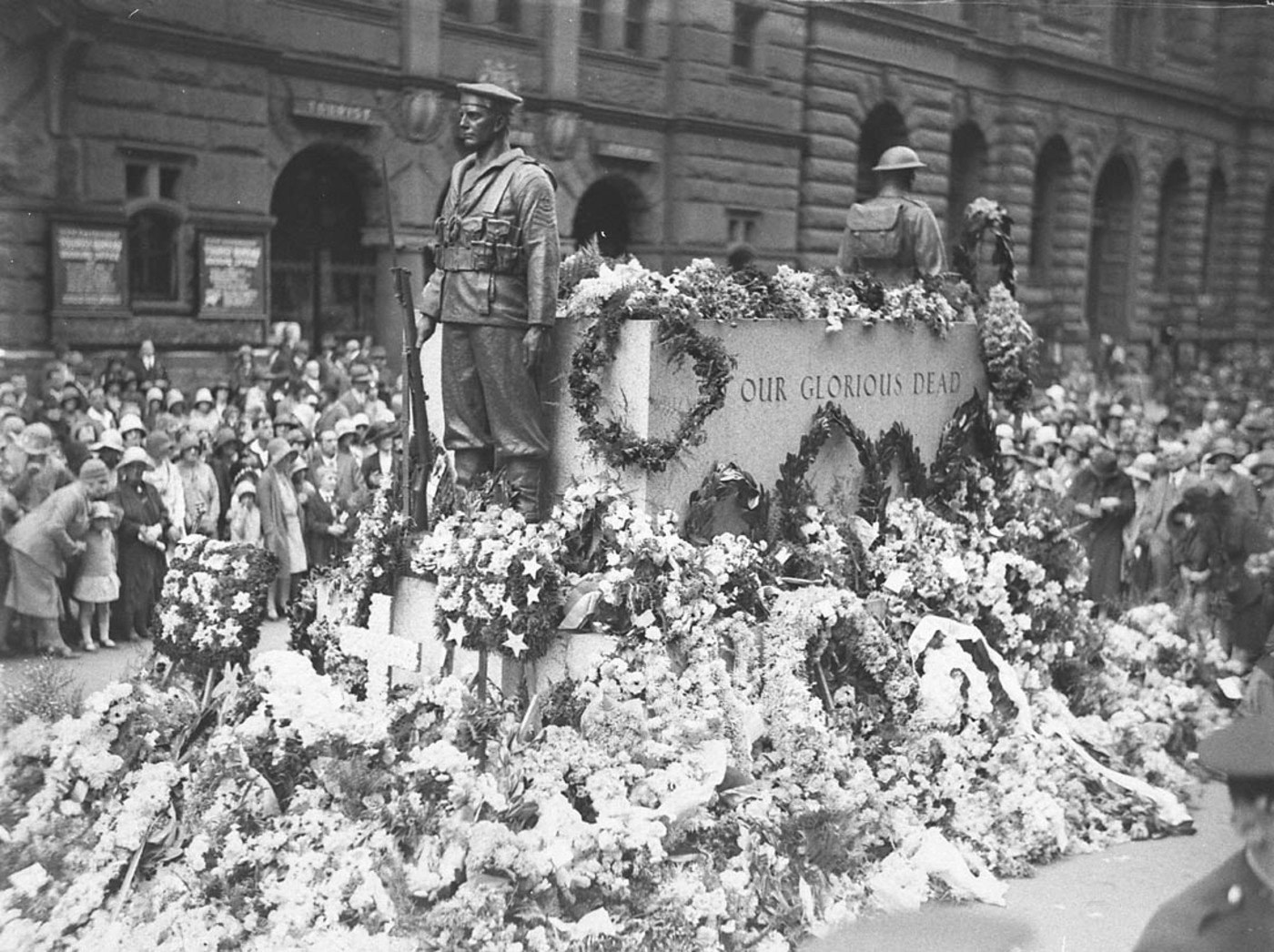
Le cénotaphe de Sydney le 25 avril 1930.

La bataille des Dardanelles a eu une forte influence en Australie et en Nouvelle-Zélande où elle est considérée comme le « baptême du feu » de ces pays qui avaient obtenu leur autonomie du Royaume-Uni la décennie précédente. Pour de nombreux observateurs, elle permet l'émergence d'une identité nationale australienne après le conflit dont les caractéristiques sont celles accordées dans l'imaginaire populaire aux soldats qui combattent durant cette bataille. Ces qualités d'endurance, de courage, d'ingéniosité, de jovialité et de fraternité ont été regroupées au sein du concept d'ANZAC spirit (« esprit ANZAC »).
Le débarquement du 25 avril reste célébré chaque année dans les deux pays et porte le nom de journée de l'ANZAC. Elle est créée de manière informelle en 1916 dans les églises de Melbourne, de Brisbane et de Londres avant d'être reconnue comme une fête nationale dans tous les États d'Australie en 1923. Le jour devient également une fête nationale en Nouvelle-Zélande dans les années 1920. Des commémorations avec des anciens combattants commencent en 1925 et une cérémonie officielle est organisée deux ans plus tard au cénotaphe de Sydney. Le site de Gallipoli est également devenu un lieu de recueillement pour des milliers de touristes australiens et néo-zélandais. Plus de 10 000 personnes assistent aux cérémonies du 75e anniversaire de la bataille en 1990 en présence de dignitaires turcs, néo-zélandais, britanniques et australiens. La journée de l'ANZAC reste la commémoration militaire la plus importante en Australie et en Nouvelle-Zélande où elle surpasse le jour du Souvenir du 11 novembre.
En Turquie également, la bataille est restée gravée dans l'imaginaire collectif comme un des éléments fondateurs du pays ; les combats terrestres ont néanmoins été occultés par la bataille navale de mars 1915 durant laquelle la flotte alliée a été repoussée devant Çanakkale. Pour les Turcs, le 18 mars a la même signification que le 25 avril pour les Australiens et les Néo-Zélandais et si cette date n'est pas une fête nationale, elle est commémorée avec des cérémonies dédiées. En Turquie, la bataille est étroitement liée à l'émergence de Mustafa Kemal qui devient le premier président de la république de Turquie en 1923. Çanakkale geçilmez (Çanakkale est infranchissable) est devenue une phrase populaire pour exprimer la fierté nationale associée à cet affrontement.

## Dans la culture

### Cinéma et jeu vidéo
La bataille est représentée au cinéma :
- en 1931, par le film britannique Tell England, réalisé par Anthony Asquith et Geoffrey Barkas ;
- en 1981, par le film australien Gallipoli, réalisé par Peter Weir ;
- en 2005, par le film turc Gallipoli (Gelibolu), réalisé par Tolga Örnek ;
- en 2013, par le film turc Gallipoli - La bataille des Dardanelles (Çanakkale Yolun Sonu), réalisé par Kemal Uzun[208] ; voir Gallipoli: End of the Road (en), Çanakkale: Yolun Sonu (tr).
- en 2014, par ses effets, dans le film australien La Promesse d'une vie (The Water Diviner), réalisé par Russell Crowe ;
- en 2015, par le film d'animation néo-zélandais 25 April (en) réalisé par Leanne Pooley (en), qui retrace les combats des troupes du Corps d'armée australien et néo-zélandais.

Le jeu vidéo Battlefield 1 inclut une campagne sur les Dardanelles où Australiens et Britanniques doivent prendre d’assaut la ville.

### Littérature
En 1934, la nouvelle Le Voyage des Dardanelles de Drieu La Rochelle.
En 2004, le roman de Louis de Bernières, Des oiseaux sans ailes, consacre plusieurs chapitres à la bataille vue du côté ottoman.
En 2004, La Poudrière d'Orient : L'Enfer des Dardanelles, de Pierre Miquel.
En 2018, De nombreux passages de la bande dessinée Le Père turc : À la recherche de Mustafa Kemal de Loulou Dédola et Lelio Bonaccorso, montrent la bataille côté ottoman et suivent particulièrement Mustafa Kemal, de son déploiement aux Dardanelles jusqu'à la fin des combats.

### Chanson
Plusieurs chansons évoquent la bataille et ses conséquences, et parmi celles-ci :
- En 1971, la chanson And the Band Played Waltzing Matilda d'Eric Bogle (chanteur australien né en Écosse).
- En 2008 Cliffs of Gallipoli[209] de Sabaton (un groupe musical suédois), album The Art of War
- En 2011, All and Everyone, On Battleship Hill et The Colour of the Earth, trois chansons de la chanteuse anglaise PJ Harvey, album Let England Shake.

## Décoration
- « SEDD-UL-BAHR 1915 », « KEREVES-DERE 1915 » sont inscrits sur le drapeau des régiments français cités lors de cette bataille.